# 西武40000系電車
西武40000系電車（せいぶ40000けいでんしゃ）は、2017年に営業運転を開始した、西武鉄道の通勤形電車。

## 概要
西武池袋線系統（池袋線・西武有楽町線・西武秩父線）と東京メトロ有楽町線・副都心線、東急東横線、横浜高速鉄道みなとみらい線を直通する有料座席指定列車「S-TRAIN」用として導入、2017年3月25日から運用を開始。2018年からは新宿線・拝島線系統の「拝島ライナー」での運行も開始。0番台はクロスシートとロングシートに転換可能なデュアルシートを備えている。本形式の導入に伴い9000系・2000系の置き換えが行われている。
製造は川崎重工業車両カンパニーが担当。西武鉄道では同所での車両製造はモハ550形以来約90年ぶりである。なお川崎重工業車両カンパニーについては2021年10月1日に川崎車両として分社化されており、ちょうど同日に40156編成が竣工している。
初代「スマイルトレイン」（30000系）の後継として、「人にやさしい、みんなと共に進む電車」をコンセプトに今後のスタンダードの車両となるように開発された。車両の設計においては、担当部署の鉄道本部車両部のほかに、2014年2月に社内から、20歳代を中心とする若手男女社員6名によるプロジェクトチームが選抜され、外観や車内設備にメンバーの意見を多く採り入れている。
2017年にグッドデザイン賞、キッズデザイン賞を受賞した。
なお、日本の鉄道事業者において電車の形式名に「40000系（40000形）」を採用した例は本形式が初である。

### 50番台
2019年度にロングシート固定の車両（50番台）が登場し、以後の増備車は全て50番台となっている。さらに2024年度からは8両編成の増備に移行した。2025年度までの2年間で48両を増備し、本系列の製造はここで一旦終了する予定である。
車内設備・運用等の相違点について、本項では各節ごとに0番台・50番台とを分けて解説を行う。

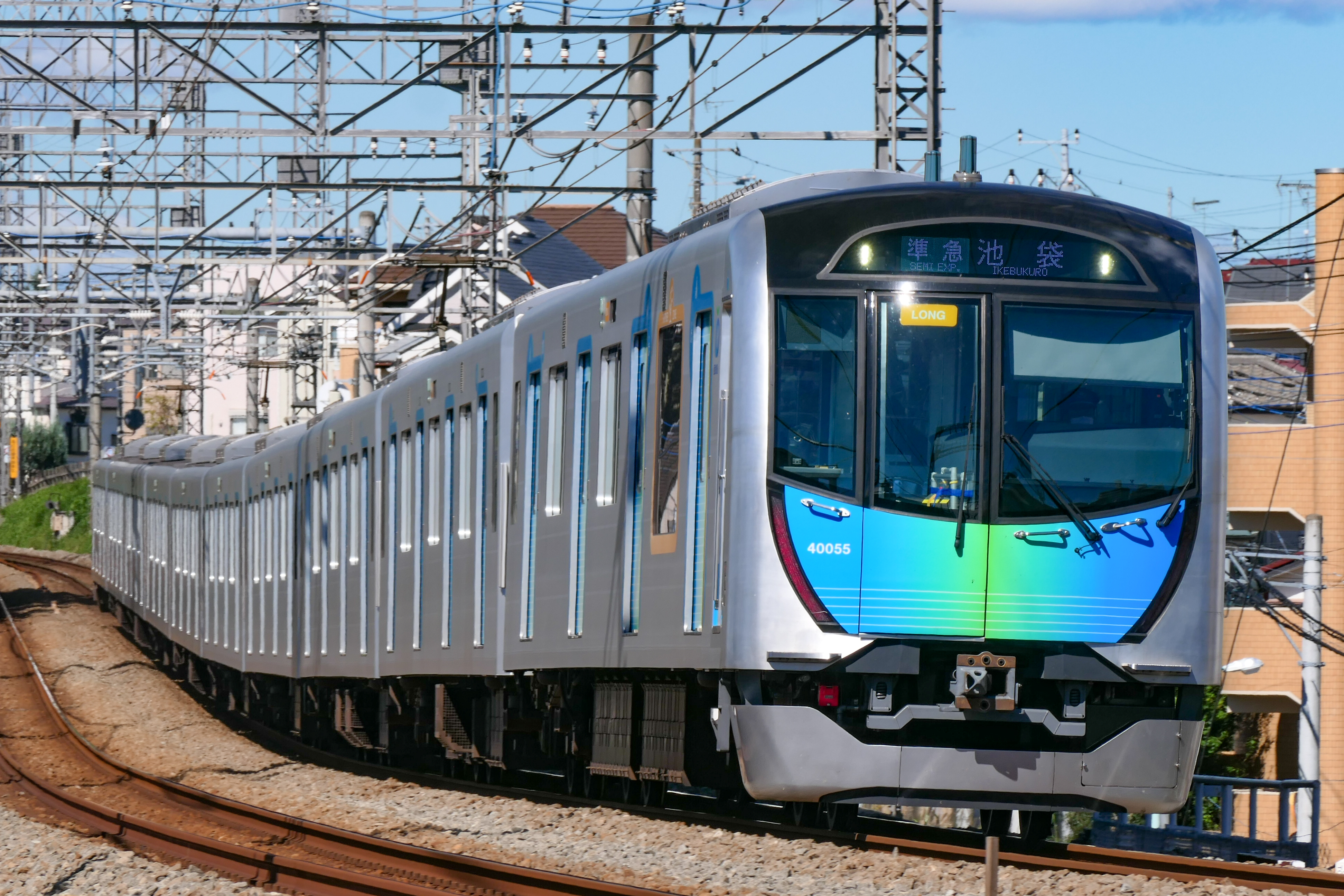
50番台10両編成の40155編成 （小手指駅 - 西所沢駅間 2021年10月20日）
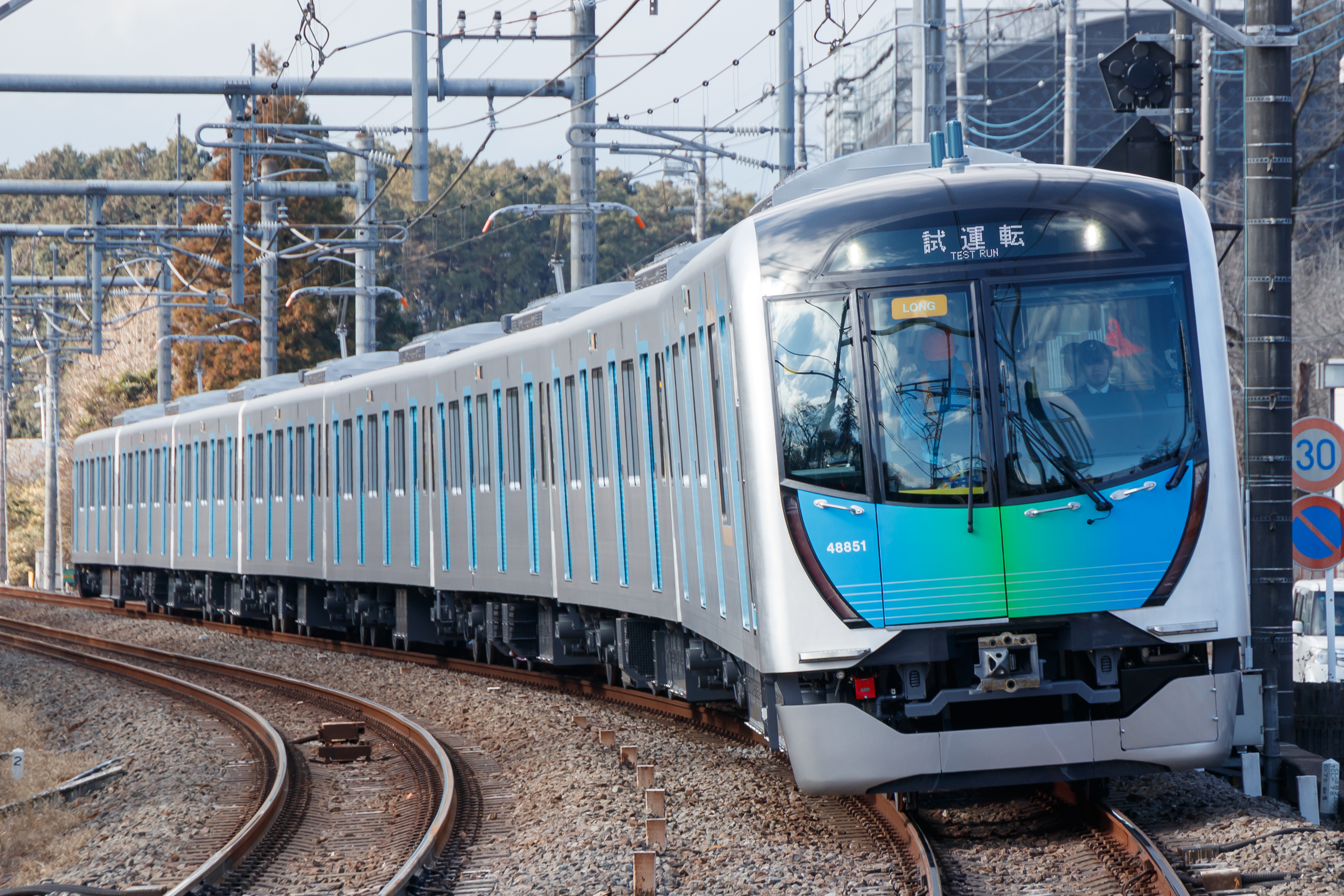
50番台8両編成の48151編成 （稲荷山公園駅 2025年1月7日）

## 構造

### 車体
共通項

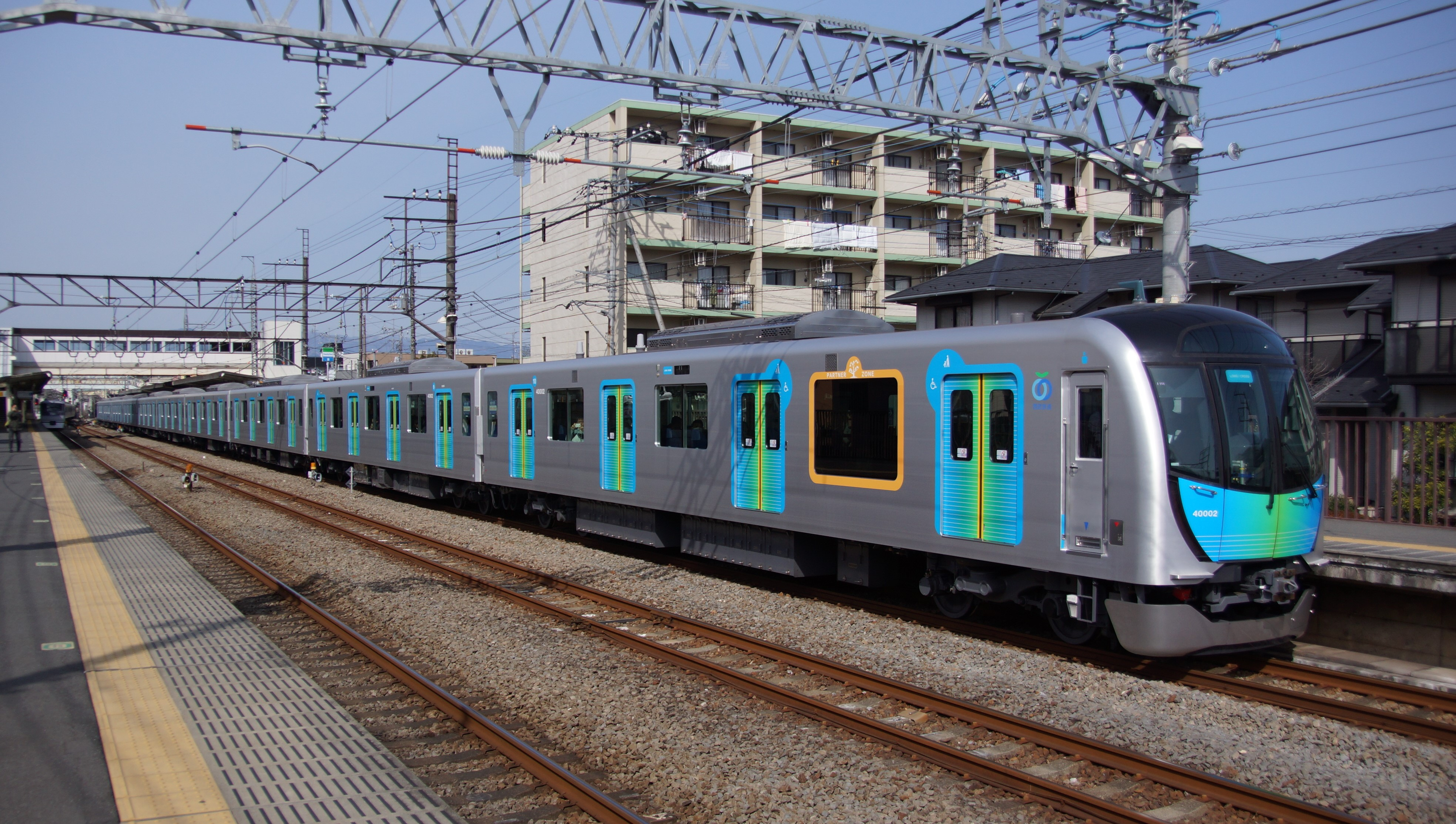
0番台の車体側面
（40102編成 2017年3月25日）

車体はアルミニウム合金製のダブルスキン構造とした。リサイクル性を考慮し、同一の合金を使用する「モノアロイ化」を推進しており、先頭部構体も同じくアルミ合金としている。工作にあたっては、FSW（摩擦攪拌接合）工法を用いて品質と精度の向上が図られている。設計においては、有限要素法解析を行い、振動や衝突に耐えられる構造としている。さらに、中間車の妻面構体部は、オフセット衝突に備え、妻柱部の強化、また端部をカット（Cカット）した形状としている。また、正面衝突時の対策として、先頭部構体の強化や、コンピュータによるシミュレーションを実施し、想定外の事故においても生存空間を確保できるようにした。本系列は川崎重工製のため、30000系などのような日立製作所のA-train各車とは車体の断面や細部に違いが見られ、例としてはドア隅のR部分が独特な形状となっている。
機能や全体のコンセプトはプロジェクトチーム形式で検討が行われ、これは30000系に続いて2例目となる。今回のチームは6名で構成され、電通やGKインダストリアルデザインも参画した。また外装のデザインにはアレクサンダー・ノイマイスターも関わっている。
先頭形状は30000系よりもさらに丸みを強調した球面状とし、柔らかいイメージの先進的なデザインとした。他社への直通運転に対応できるよう、側構体をストレート構造として車両幅を2,800 mmとしている。床面高さは30000系同様の1,135 mmとし、ホームとの段差を極力なくしている。側面の窓寸法は30000系と概ね変わらないが、車端部の窓が妻側に5 mm拡大し655 mmとなったほか、下降窓の開口幅が322 mm と大きくなっている。
カラーリングは30000系と同じくアルミ合金の無塗装車体に、西武グループのコーポレートカラーであるブルーとグリーンをグラデーションで配したものとしているが、アレンジの仕方は30000系と大きく異なり、側扉の周囲をブルーで囲み、ドアをグラデーションで装うデザインとなっている。前面窓下にも側扉と同じグラデーションが配され、窓回りから屋根にかけて黒で締められている。後述するパートナーゾーンの大窓については、窓周囲がオレンジで囲まれている。
車椅子などのピクトグラムは、扉の外周に設けられた吹き出しの中に入れている。号車番号は独立した丸の中に入れられた。
前面と側面に設置された種別・行先表示器は、フルカラーLEDによるものを採用し、行先などを表示する標準文字色を明るい白色とすることで視認性向上を図っている。前照灯はコイト電工製の白色LEDとした。
車外のドア解錠ハンドル（ドアコック）は、電気式の戸閉装置を使用するため30000系と同じく各車4箇所に設置されているが、本系列では妻面下部の配置（露出して設置）に戻された。ただし先頭部では例外的に側面（蓋の中）となる。
番台間の差異
座席の種類を示す表示が前面貫通扉窓上部と側面表示器横に掲出されており、0番台では水色地に白文字で「LONG/CROSS」、50番台では橙色地に白文字で「LONG」となる。
また、後述の車内設備の関係で、側窓やピクトグラムの配置に変更が生じている。

### 車内設備
共通項
客室内の配色は白を基調とし、車内の空間をより広く見せる工夫として、ガラスを多用し開放感を持たせている。また座席のモケットやガラス部分には桜模様が取り入れられた。
側面の化粧板は側扉も含め高級感のある艶消し、妻面は木目調としている。天井部は曲線を生かした開放感のあるデザインとし、高反射の天井材を使用して車内全体を明るくした。床敷物はゴム系とした。いずれも火災対策に配慮している。天井中央部長手方向には補助送風機（ラインデリア）と室内灯を集約配置した。
荷棚は採光確保や荷物への傷付け防止を考慮し、ガラス式としている。
つり革は30000系で開発した卵をモチーフにした形状を踏襲しており、カラーは通常部では薄い青、優先席部ではオレンジ、パートナーゾーンでは白とした。配置は30000系とほぼ変わらないが、ドア前のものが4つから5つに増加している。具体的な個数としては、線路方向のものが座席前10個（車端部4個）にドア前5個、枕木方向のものはドア前後（戸袋部）とドア間中央に各2個が標準的な配置となる。高さはクロスシートでの頭上空間を考慮して高めの1,660 mmを基本に、ドア付近や車椅子スペースなどではさらに高い1,810 mm、逆に優先席部は低めにとられている。
手すり類の表面処理は30000系の思想を引き継ぎつつ、ヘアラインを使用せずに大部分を梨地仕上げとしている。一方でつり手棒や貫通路脇・荷棚前縁の握り棒は鏡面仕上げに回帰した。
室内灯は調光・調色機能を持ち、用途に合わせて調整できるものとした。色は昼白色・電球色・昼白色半減・電球色半減の4パターンが設定可能である。
非常通報装置は対話式で、客室内の非常通報器は各車とも2箇所（及びトイレ内1箇所）に6000系同等品を設置している。
車椅子スペースは窓を固定式とするほか、手すりや非常通報器、車椅子固定ロープを設置することでより安全性に配慮した。
弱冷房車は10両編成では地下鉄直通車両で標準の9号車、座席指定列車として運行する際は設定を解除している。なお直通運転を行わない8両編成では2号車である。
10号車の客室先頭部には「パートナーゾーン」を設けている。これは、ベビーカーで乗車する際の不便さを子育て中のチームメンバーが語ったことから発案されたもので、車椅子・ベビーカー利用者のほか、大きな荷物を持つ方への配慮としている。通常の座席に代わって車体中心部に”中腰いす”（軽く腰掛けるための設備）が配置され、その周辺は余裕をもって車椅子やベビーカーを置くことができる。中腰いすの左右からは上方にポールが伸びており、関連してつり革やその支持具の配置が若干変則的なものとなっている。隣接する側窓は1840 mm×1243 mmの特大固定窓とされた。カーテンはなく、濃い着色ガラスが用いられている。窓に面して隅丸方形の手すりを設けており、これには二段の高さとすることで大人と子供のどちらでも使いやすくする狙いがある。通常の車椅子スペースと同様に、非常通報器や車椅子固定ロープも設けられている。また壁面にも軽くもたれることのできるクッションが配されているほか、戸袋部の化粧板が木目調となっており、広告枠も独自のものが用いられている。さらに床面は黄緑色、つり革は白色と色分けがなされており、またつり革はドア付近や車椅子スペースと同様に高い位置へ設置されている。なお、側扉脇の握り棒については通常部と同一仕様となっている。また最初の2編成では試験的に、パートナーゾーンの窓に2種類のガラスを用いている。この2編成では池袋に向かって左側のガラスはスモークが濃く、また車内から白っぽく見えるものとなっている。
側扉は半自動機能を備えており、室内外に半自動スイッチが設置されている。駅での長時間停車時における冷暖房効果を高めるためのもので、従来の一部締切機能に代わるものとなっている。戸閉装置は、ナブテスコ製のDDM方式による電気式ドアエンジン（Rack☆Star）としており、戸挟み防止機能を備えている。
妻面貫通扉はガラス張りで900 mm幅、さらに左右200 mmのガラス部を設けた30000系同様のデザインである。衝突防止模様は桜模様、さらに上部に鳥が描かれている。妻面の化粧板は乗務員室との仕切りを含め、木目調が新たに採用された（トイレ部を除く）。
サービス設備として、乗客が無料で使用できるWi-Fiアクセスポイント（SEIBU FREE Wi-Fi）が設置されている（50番台は後に撤去）。また空気浄化装置（プラズマクラスター）も備えられており、各妻面上部の左右に設置している。1両あたりの数としては先頭車で2台、中間車は4台が基本だが、トイレのある中間車は3台（うち1台はトイレ内）となる。
車内案内表示装置として、側扉の上部に2in1タイプ17インチワイド液晶ディスプレイ（LCD）表示器（西武スマイルビジョン）を設置し、高画質映像を表示している。向かって右側の画面には行き先や停車駅・運行情報などを表示し、FOMA回線を使用しタイムリーな情報を提供する。左側の画面には広告動画やニュース・天気予報などの情報を表示する。通信にはWiMAXを使用しており、Tc2の屋根上にアンテナが2本設けられている。

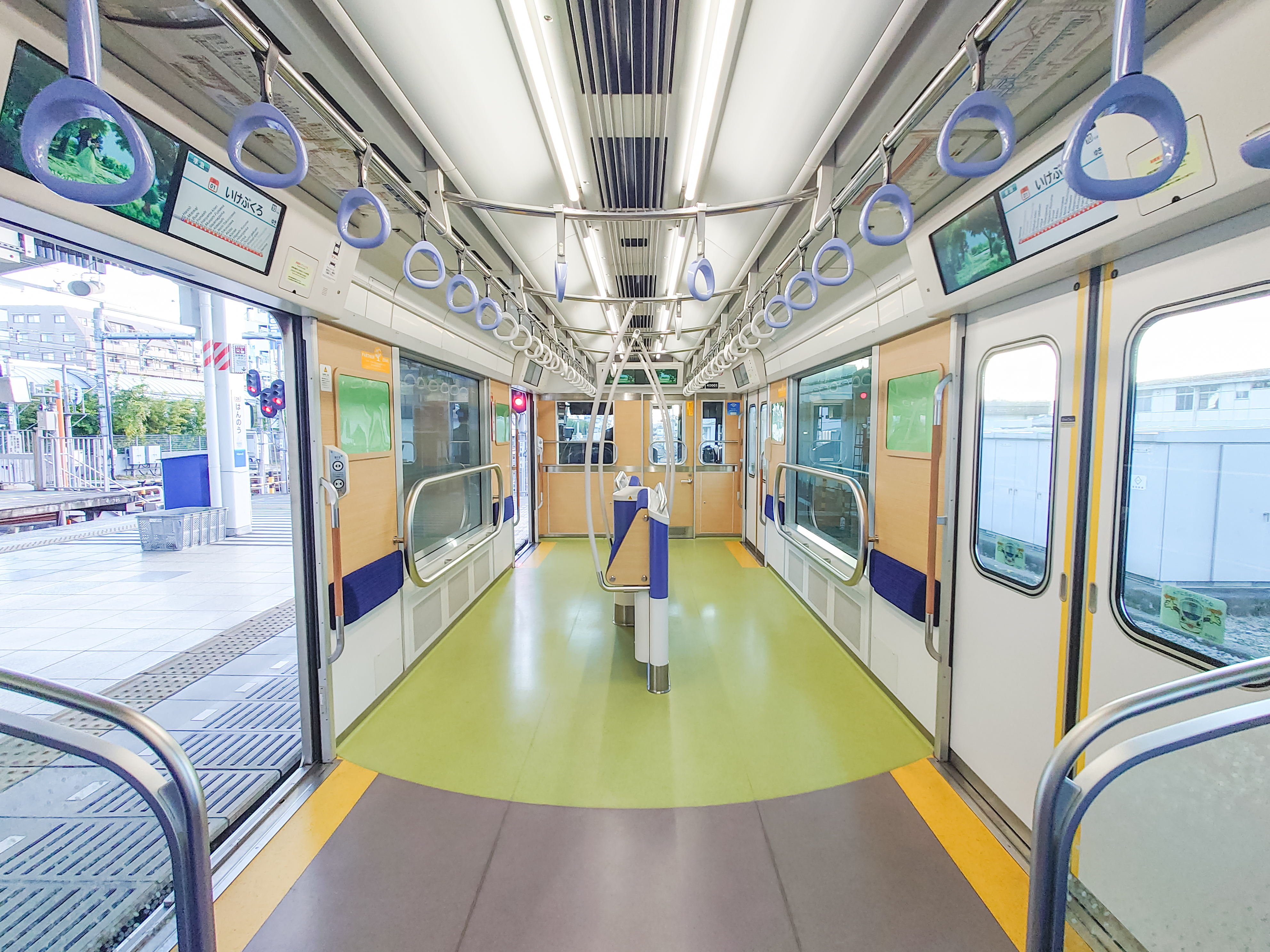
10号車のパートナーゾーン 40101・40102編成では中吊り広告に代わって天井部のLCDを備えるほか、左右で異なる窓ガラスを使用。 （クハ40001 2024年12月）
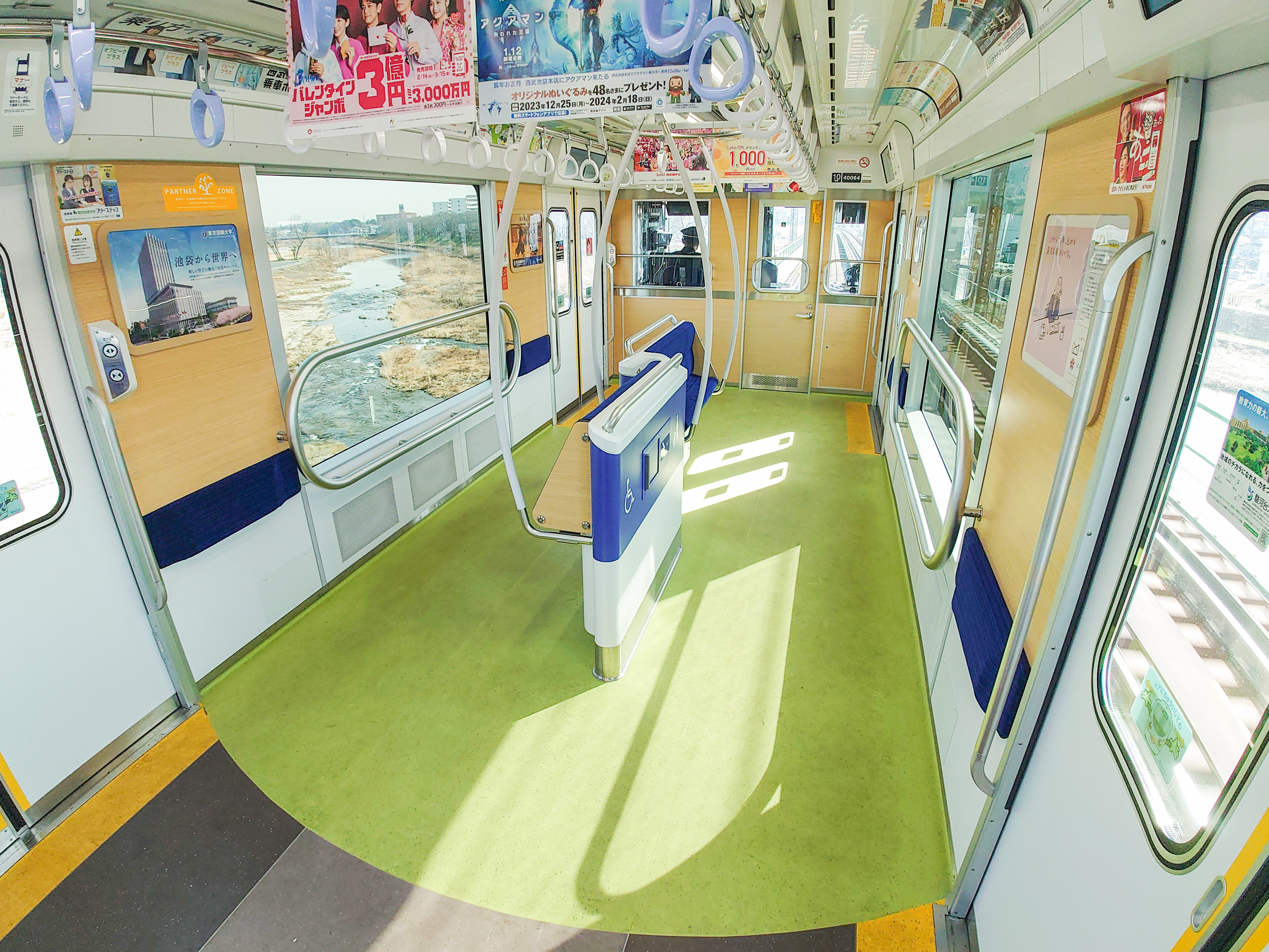
50番台では扉脇の手すりが異なる。 （クハ40064 2024年2月）
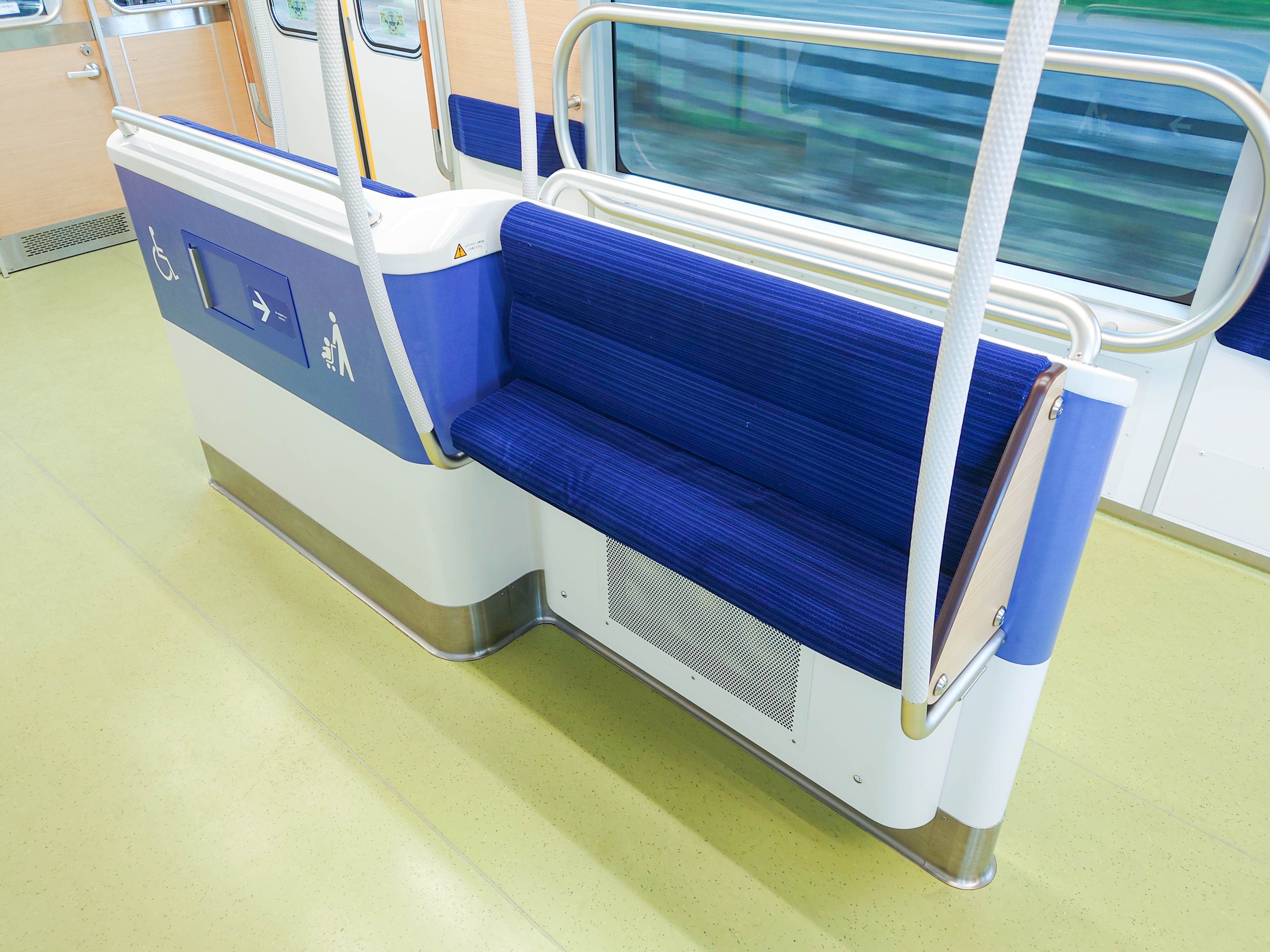
パートナーゾーンの中腰いす （クハ40001 2024年12月）
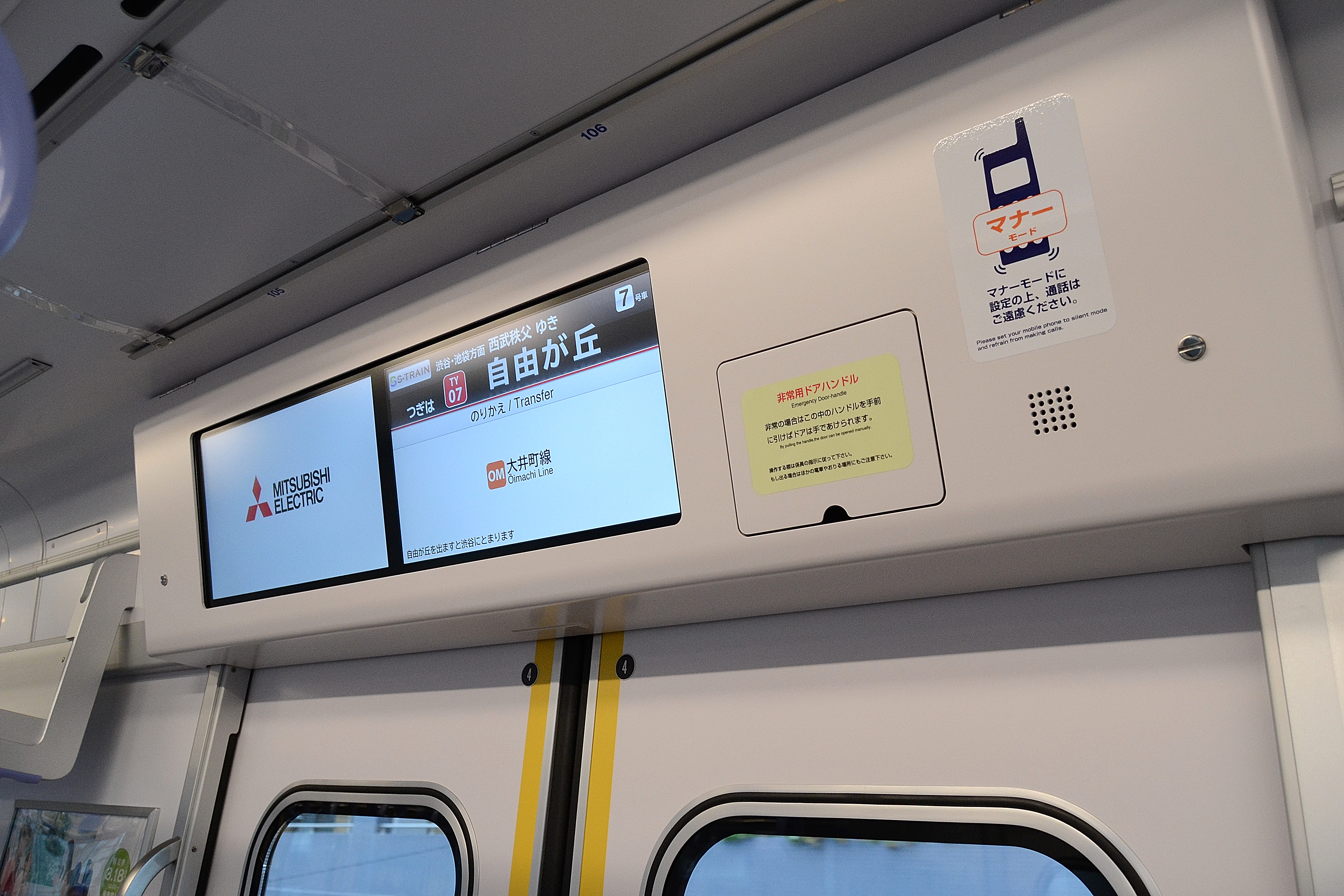
ドア上のスマイルビジョン （画像は0番台）

0番台
西武初のロング・クロス転換シート（デュアルシート）を搭載している。これは座席をクロスシートとロングシートの両方に切り換えられるもので、天龍工業製の2人掛けシートが採用された。標準的な座席配置としては扉間に2人掛けデュアルシート3基（1両に18基）、車端部に3人掛けの固定ロングシート1つ（1両に4箇所）となる。車端部のロングシートについても座席そのものはデュアルシートと概ね同一の仕様で、可動式の肘掛けが備えられている。
クロスシート時の座席番号は飯能方（1号車寄り）から車端部も含めて数え、各車4 - 12列がクロスシート、1 - 3列と13 - 15列がロングシートとなる（号車により欠番あり）。クロスシート部は飯能に向かって左からA・B・C・D席となり、ロングシート部は同様に左側がE席、右側がD席である。
モケットは一般席・優先席ともに同一である。青系で窓底辺を境に2種が使い分けられており、下部は桜模様の入った薄い青、上部は横方向にライン状の模様が入った濃い青である。さらに頭部には枕カバーが設けられる。座面高さは438 mm、着席幅は460 mmを確保しており、設備としては肘掛けのほか、背面に収納式のドリンクホルダーとフックを設置した。また概ね3座席に2つの割合で100Vのコンセントも設けられており、扉間では壁面に、車端部では肘掛けの下に配されている。このコンセントは一般列車運用時のロングシート状態であっても全ての差し込み口が使用可能である。
座席の状態・向きはS-TIM画面より操作し全号車一括での設定ができるほか、各妻面（先頭部は運転台背面）にある「座席転換スイッチ」を操作することで各車両ごとの設定ができる。さらにグループでの使用を考慮し、クロスシート時には乗客による個別の任意回転が可能な構造とした。腰掛下のペダルを踏むことで回転ができるが、ロングシートへの転換はできない。
袖仕切りはガラス製で桜の模様が入り、金属無地の縁取りが付く。スタンションポールの類は設置されていない。
荷棚は前述の通りガラス製で、扉間ではクロスシート時の頭上空間を考慮して高さが1,750 mmと若干高めにとられているほか、受け金具の下部にはつり革と同色の樹脂カバーが取り付けられている。車端部では高さ1,720 mmとなっている。
床敷物はベージュ系のカラーとし、扉付近には警戒色の黄色を入れている。
側扉には有料座席指定列車運用時に備え、限定開扉機能を設けている。また側扉両脇の握り棒には木材を使用し、落ち着いた空間を演出している。

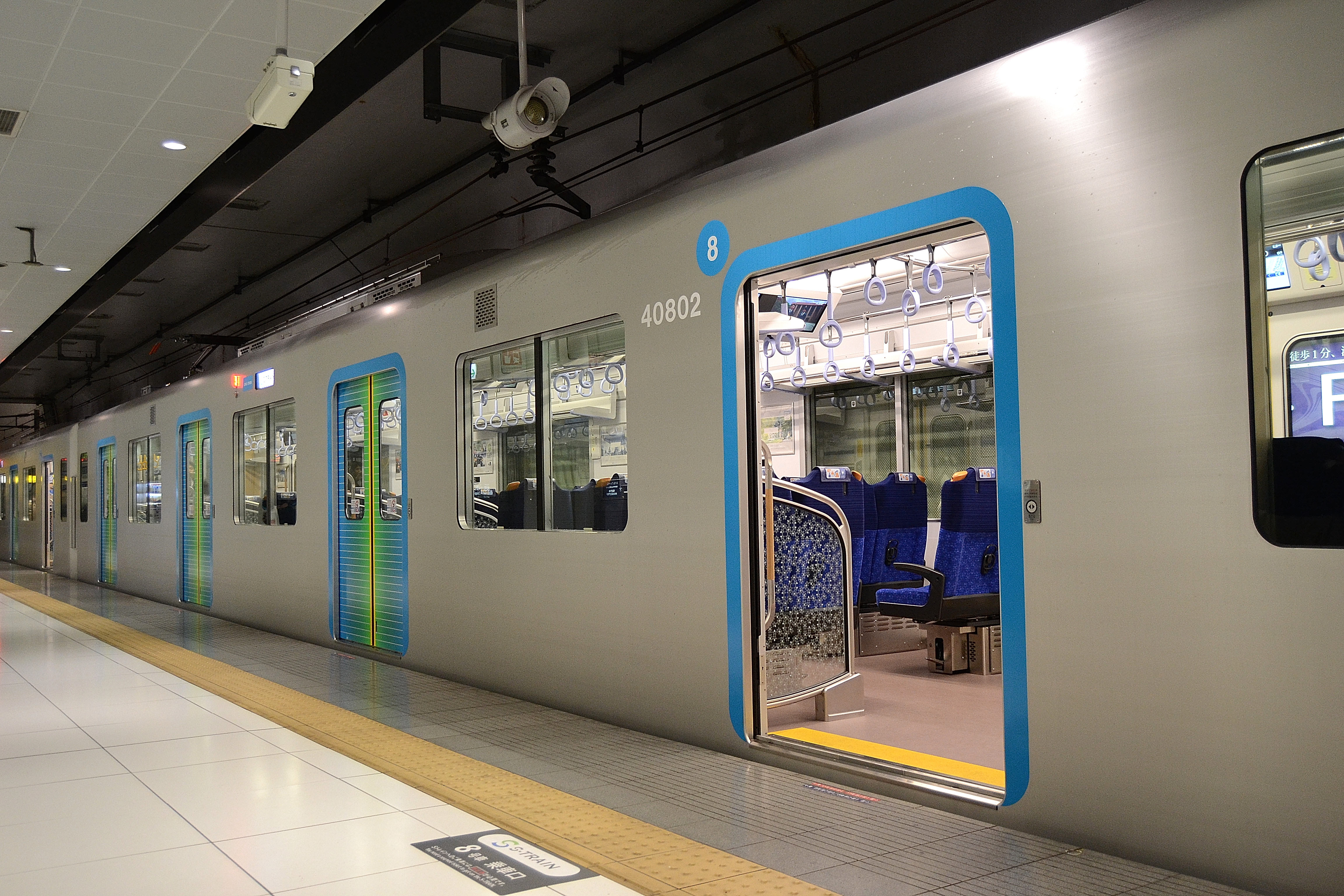
「S-TRAIN」運用時の開扉状態。各車両1か所のみ開閉する。
（元町・中華街駅 2017年3月26日）

車椅子スペースは1・2・4・9号車（及び10号車パートナーゾーン）に配置しており、概ね従来車に準じる。このうち2・9号車は妻部に非常用車椅子が収納されており、側窓がない。また1号車のものは扉間に設置されており、この部分の連続窓は大型の1枚ガラスとなっている。
優先席は各車2か所（6席）ずつ設けられ、奇数号車は池袋寄りの車端部、偶数号車は飯能寄りの車端部となる。前述の通り、座席自体はその他の車端部と同一のものが使用されている。
トイレは4号車に設置されている。清水空圧式の洋式便器（暖房便座付き）で、車椅子にも対応する構造とした。また室内にベビーシートを設置している。扉は円弧式の自動ドアとなる。
2016年度製の2編成では天井部にもスマイルビジョン（広告用デジタルサイネージ）を設けており、中吊り広告がない。これは座席転換により利用環境が変化しても適切な情報を提供することが目的で、ドア上と同じ2画面一体型の17インチLCDを1両に8台（16画面）、妻面と各扉間の両方向に配置している。なおパートナーゾーンには設置しておらず、編成全体では156画面となる。

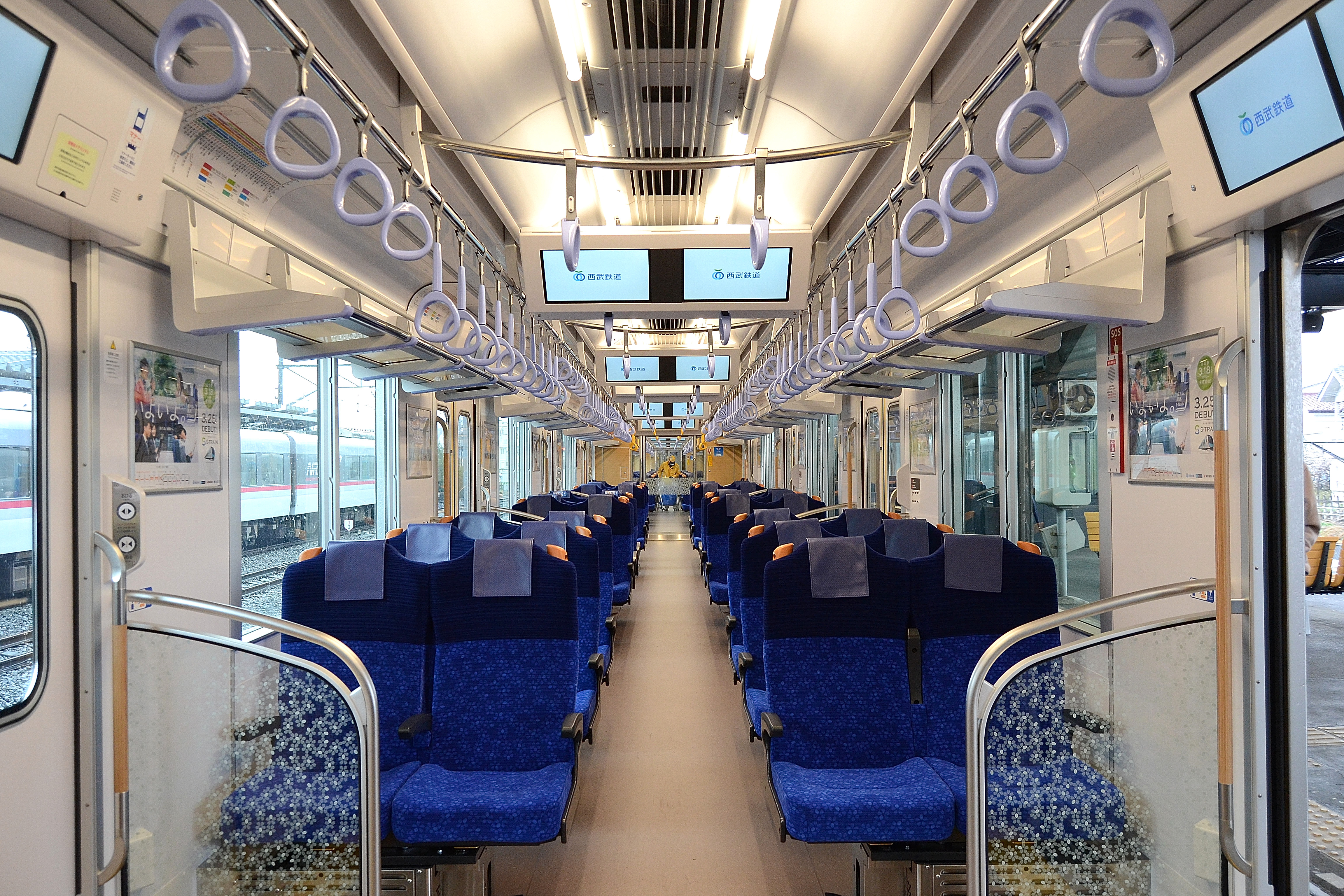
0番台、クロスシート時の車内 天井部にLCDを備える16年度製の車両 （サハ40602 2017年3月）
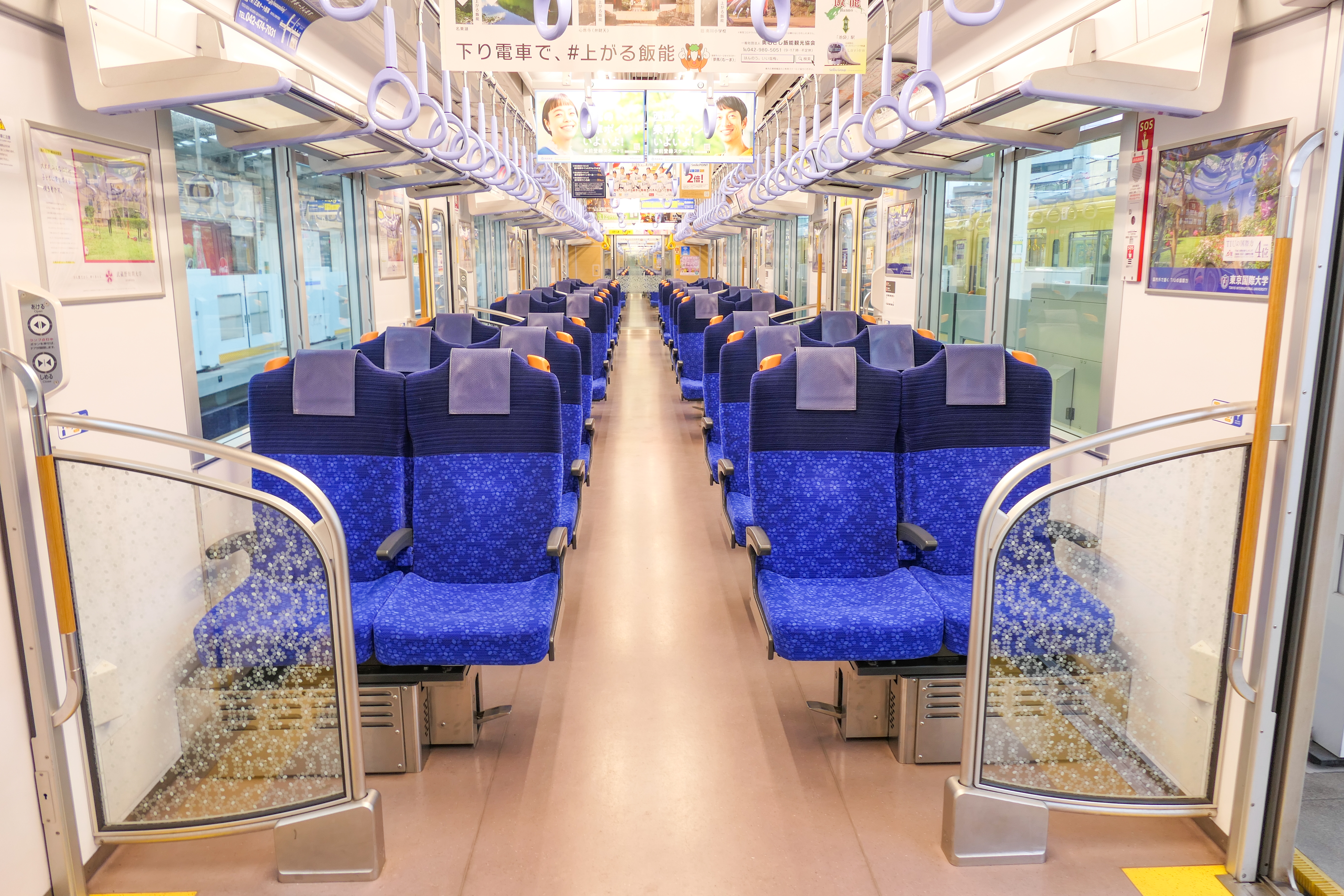
0番台、クロスシート時の車内 中吊り広告を備える17年度製の車両 （モハ40804 2022年3月）
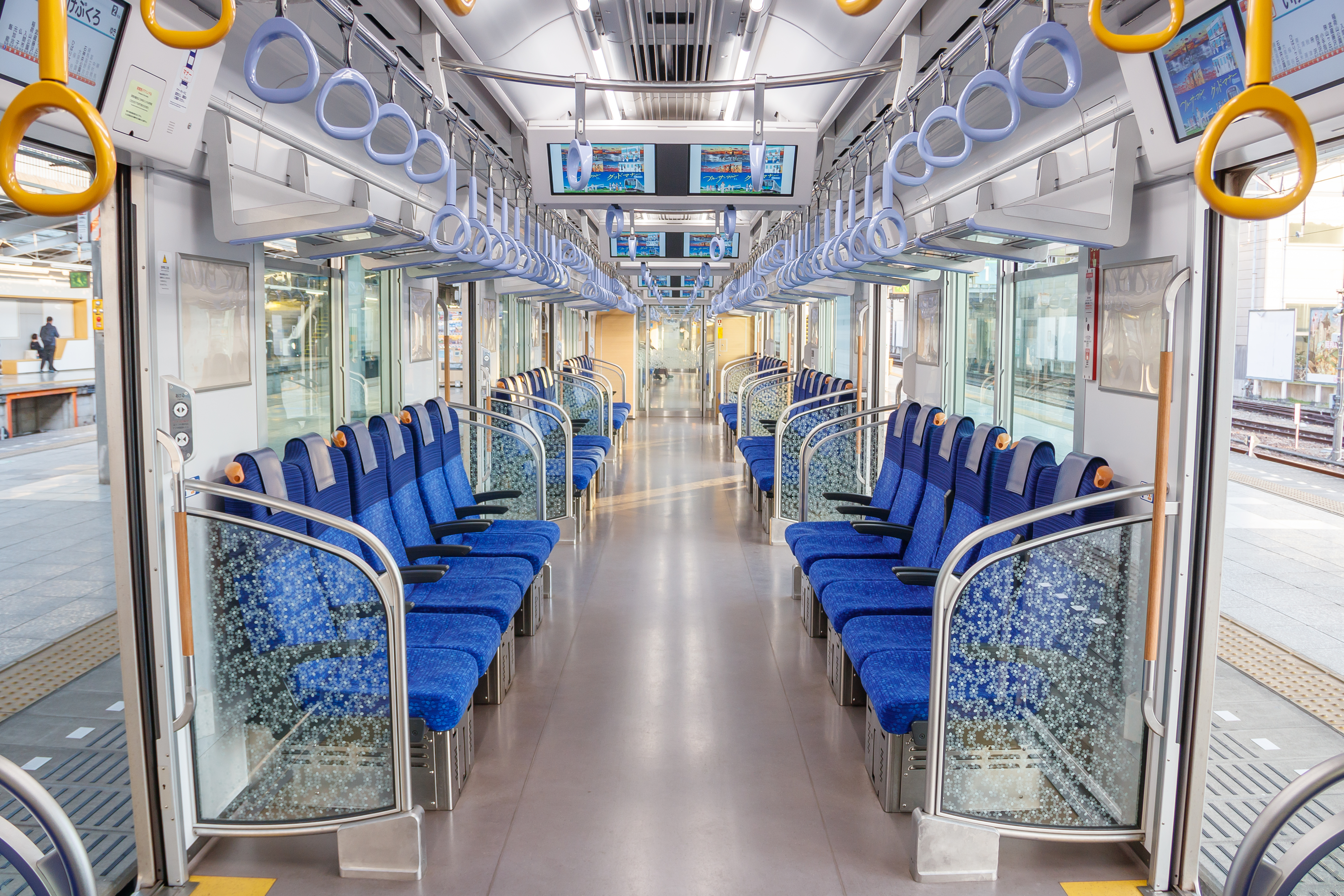
0番台、ロングシート時の車内 腰掛下のペダルは収納される。 （モハ40201 2022年3月）
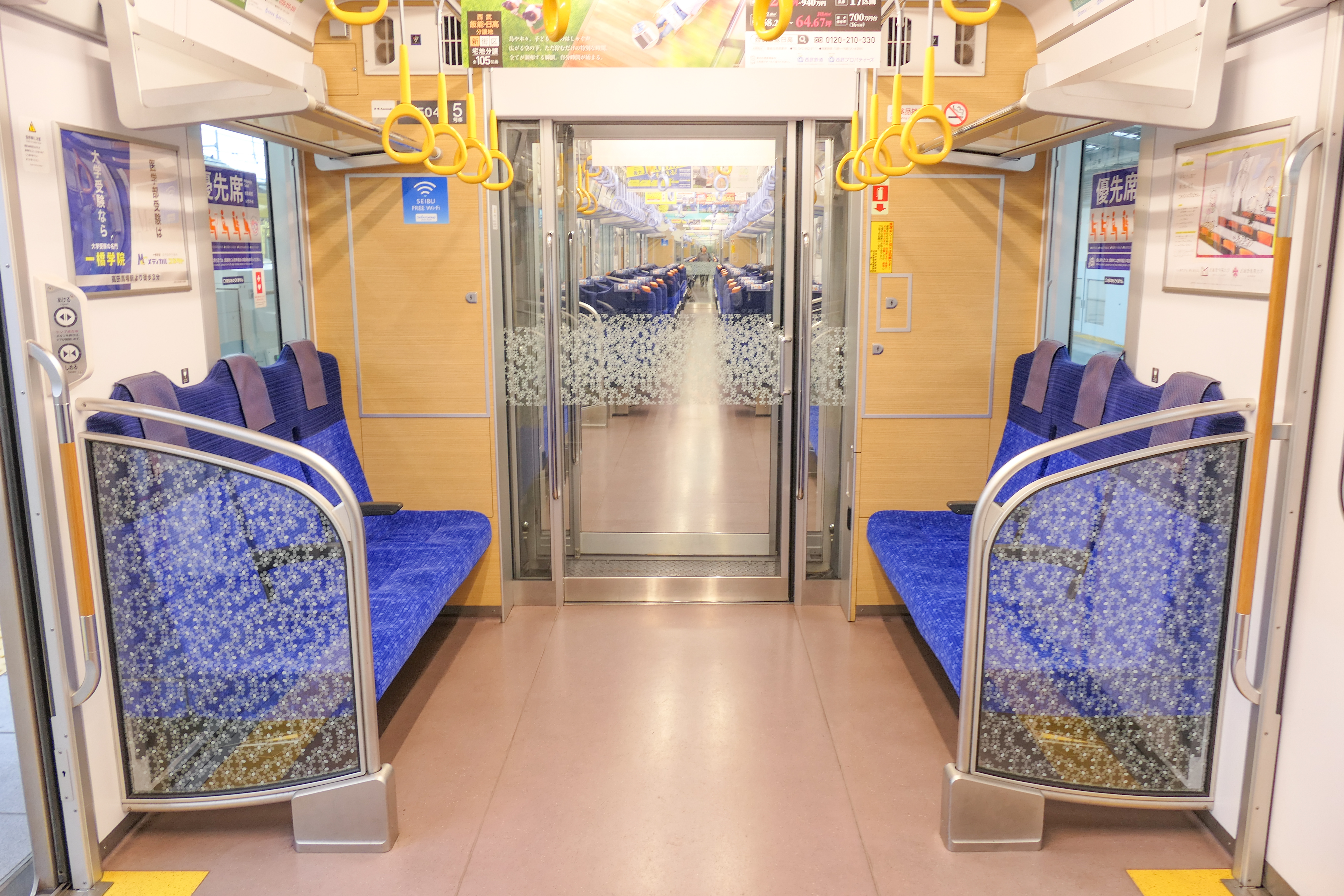
通常の車端部（優先席付近） 優先席もモケットは変わらない。 各妻面には「座席転換スイッチ」の小さい蓋がある。 （モハ40504 2022年3月）
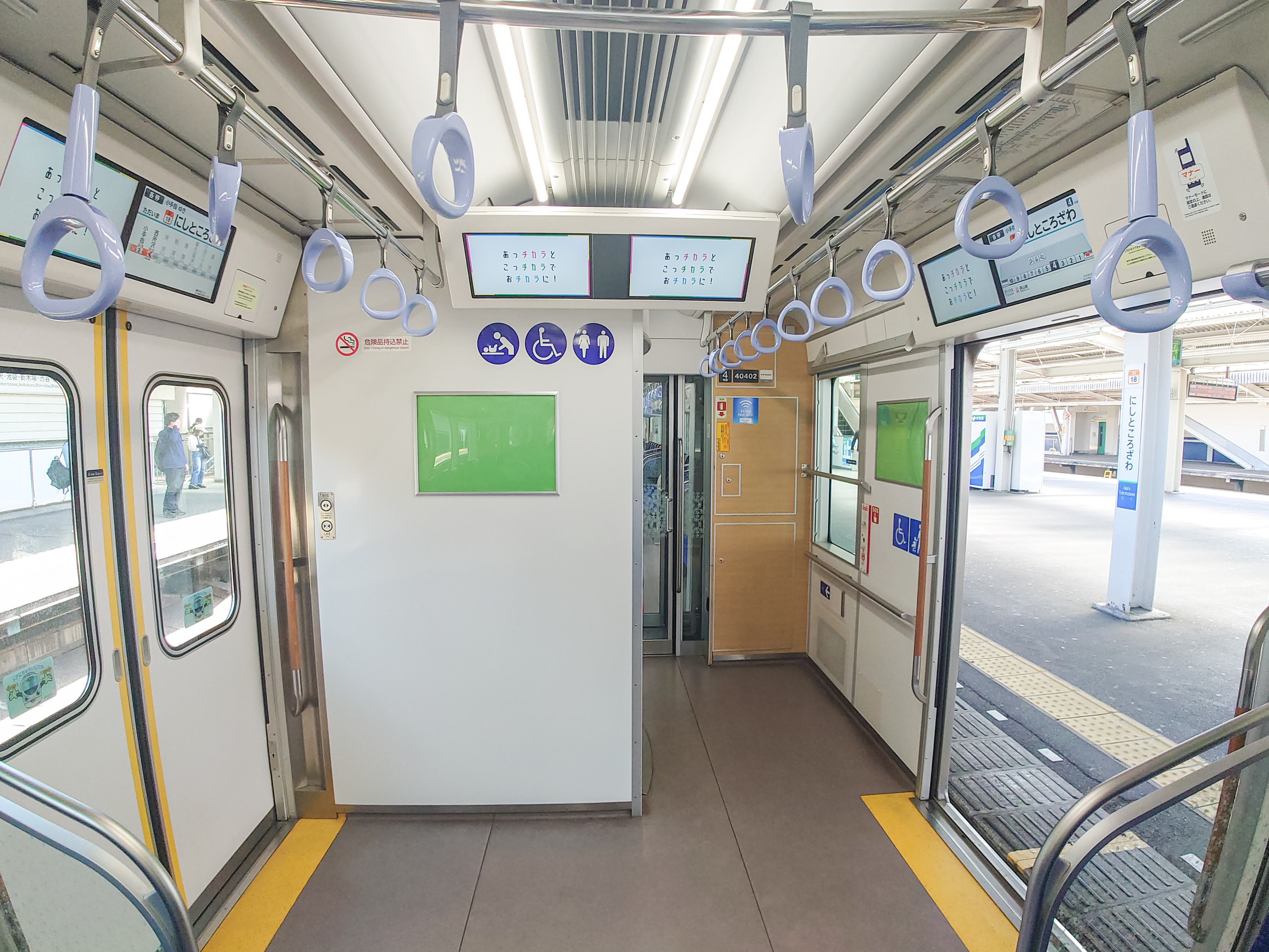
4号車の後位側車端部 左がトイレ、右が車椅子スペース。 （サハ40402 2024年4月）

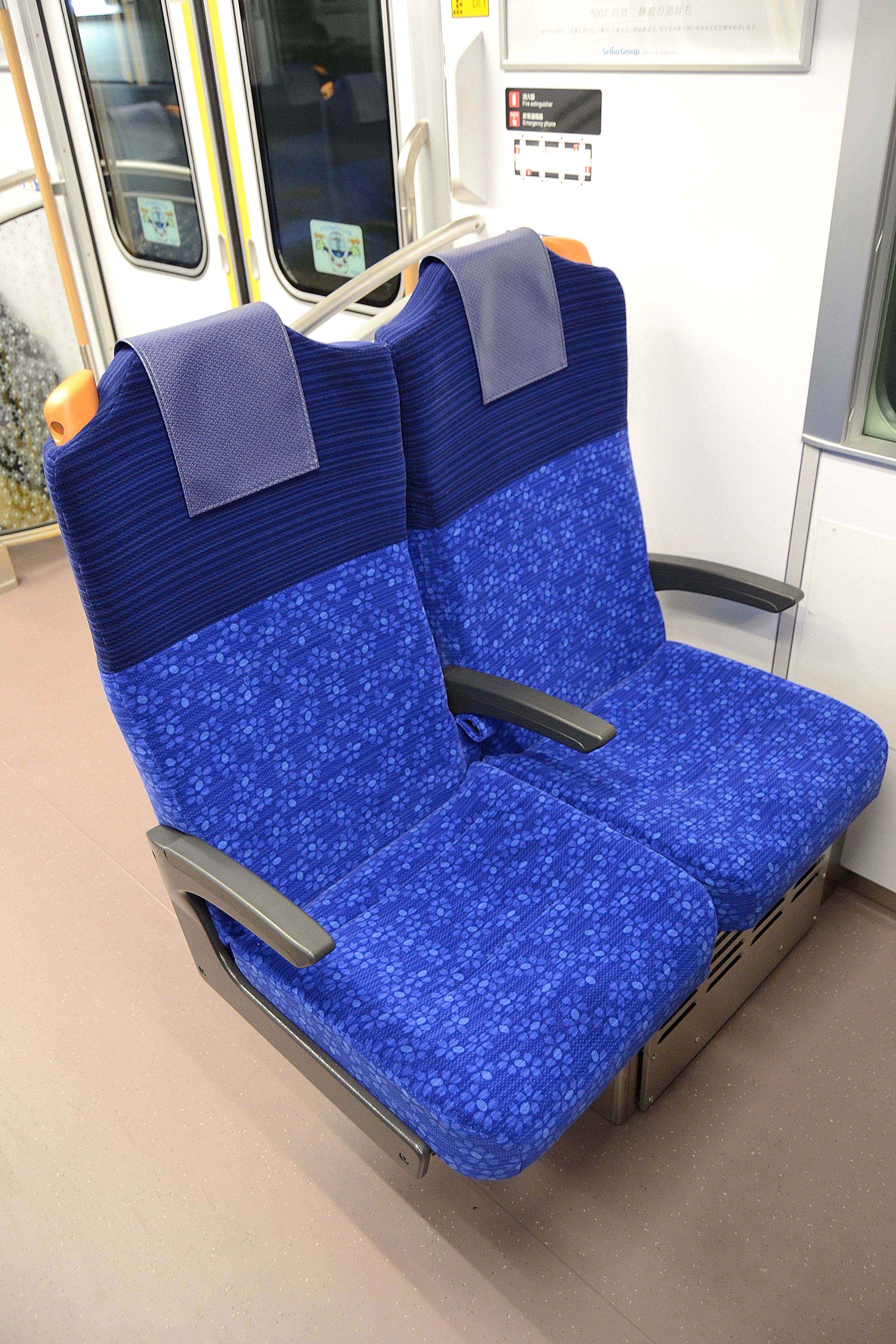
扉間の2人掛けデュアルシート
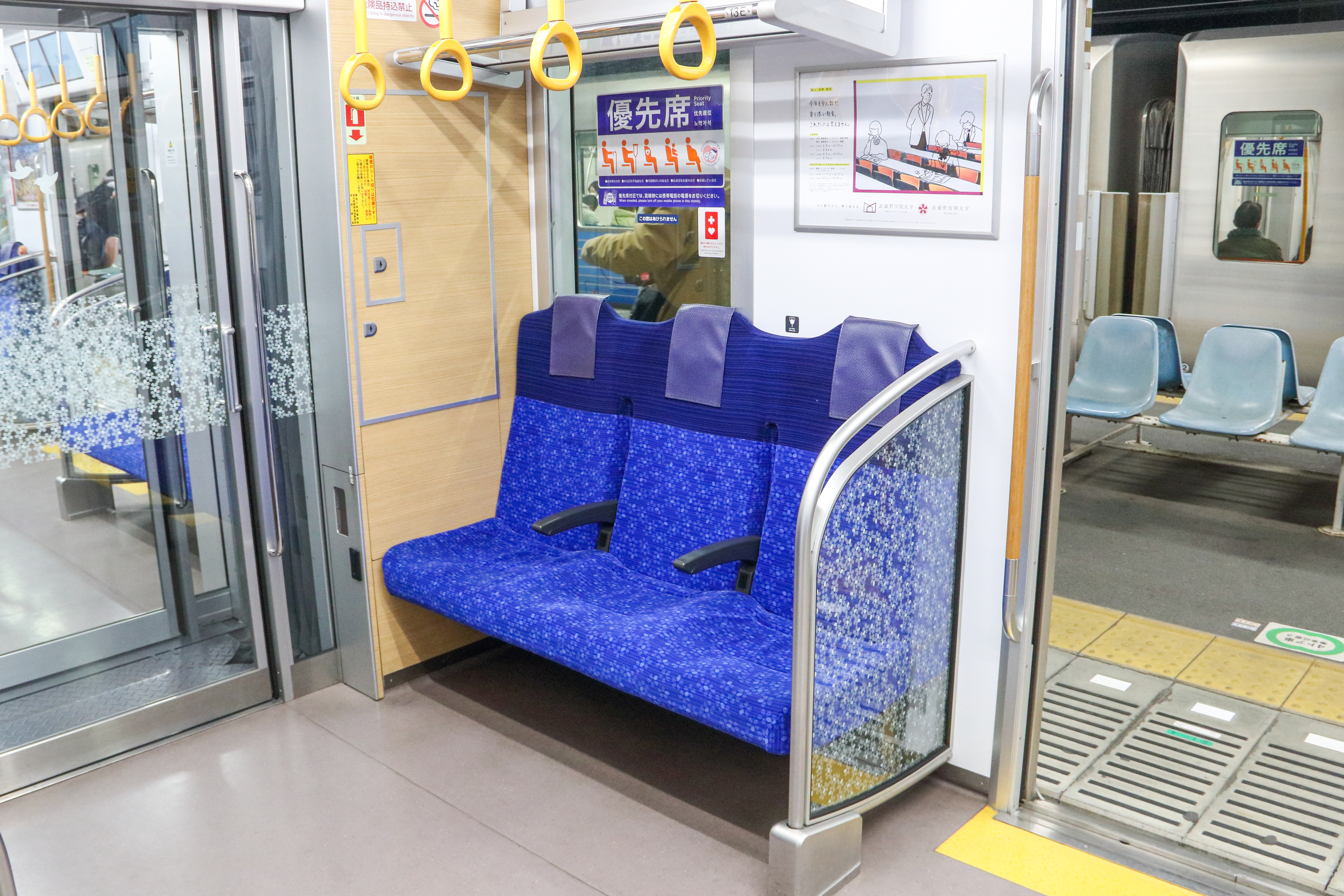
車端部の3人掛けロングシート 優先席でも座席の色は同じ。 （モハ40303 2022年2月）
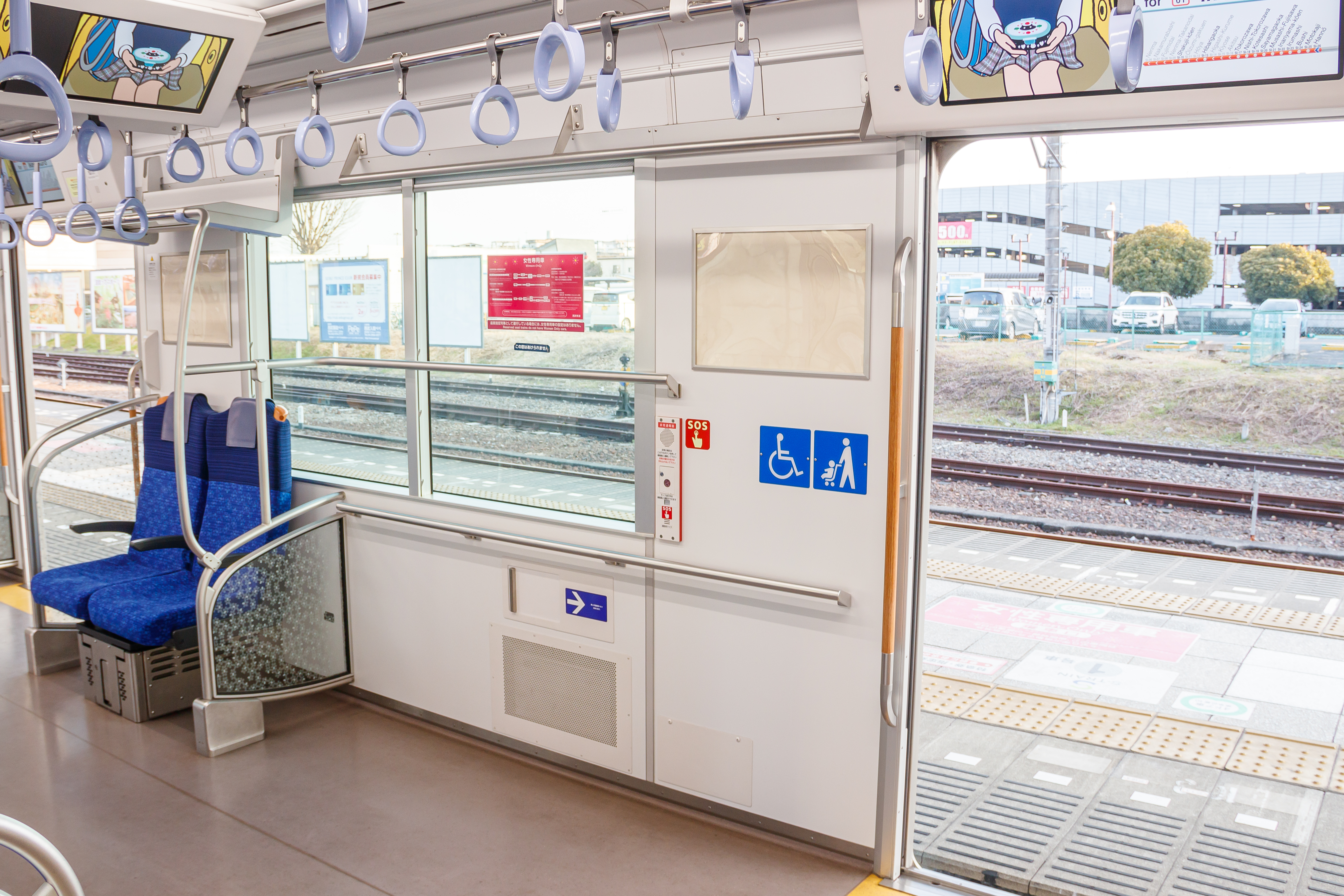
1号車先頭部の車椅子スペース （クハ40101 2022年3月）
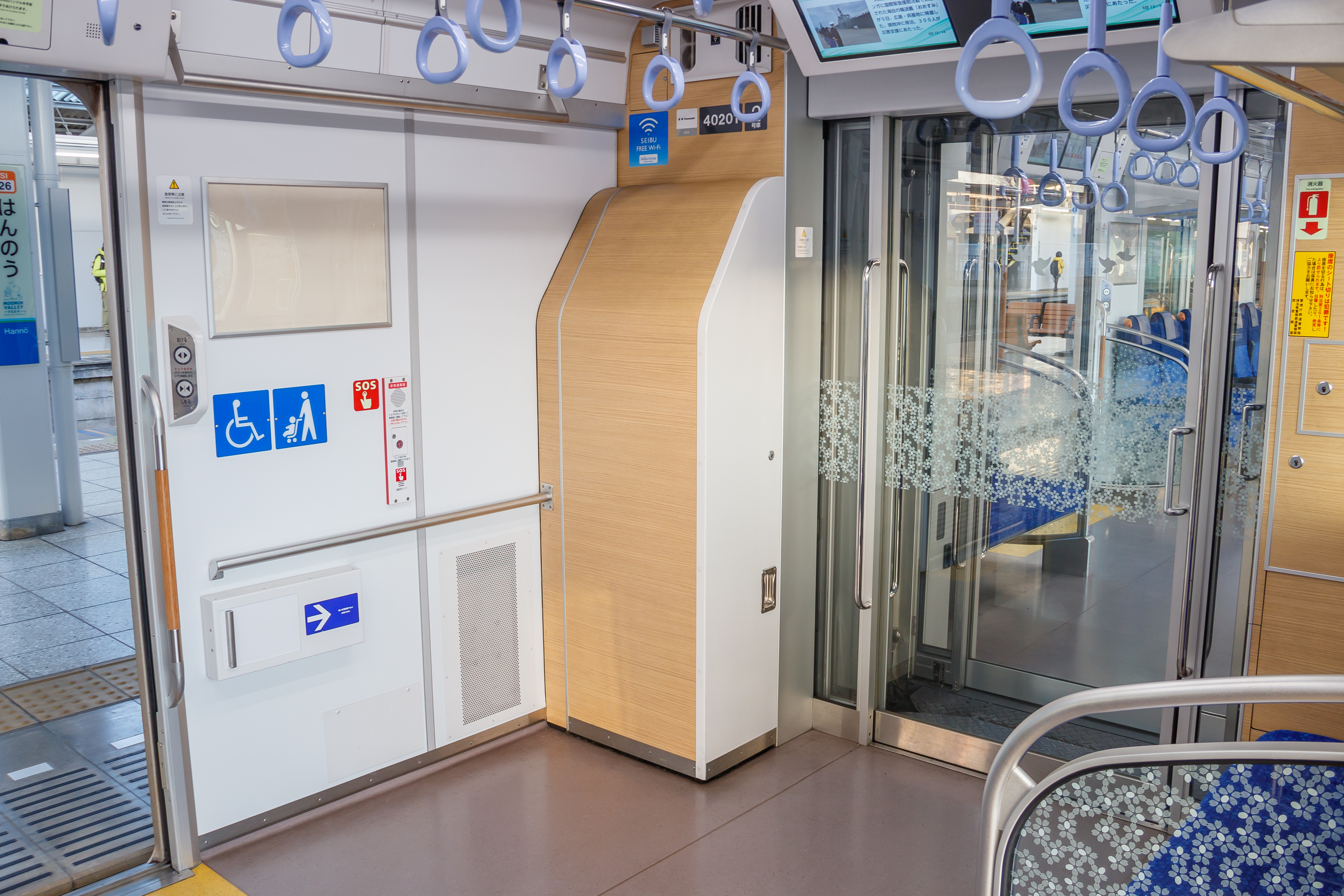
2号車車端部の車椅子スペース 非常用車椅子を格納する。9号車はこれと線対称の形。 （モハ40201 2022年3月）
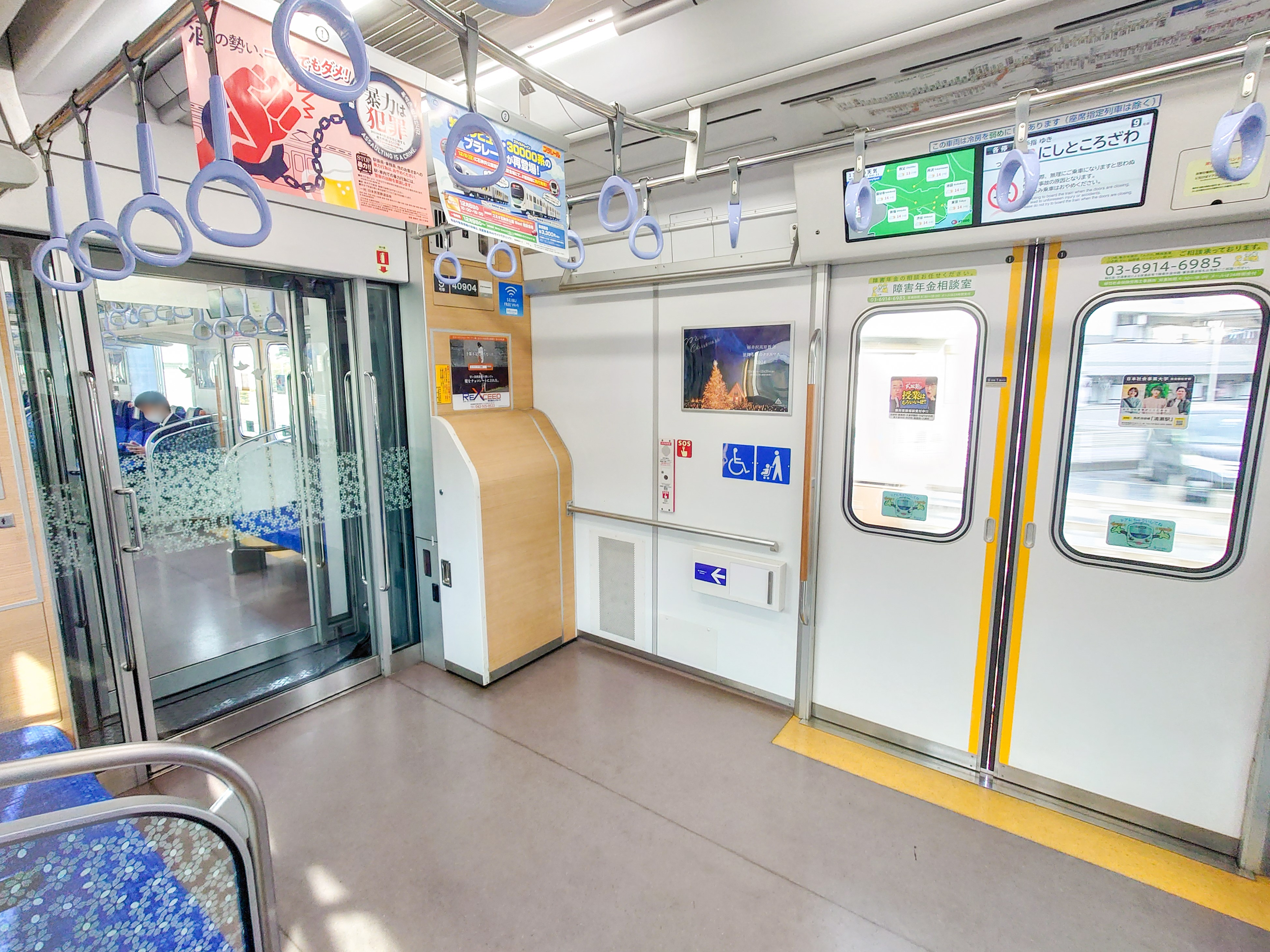
車椅子スペースでは40103編成より、非常用車椅子の格納箱が小型化された。 （モハ40904 2024年12月）
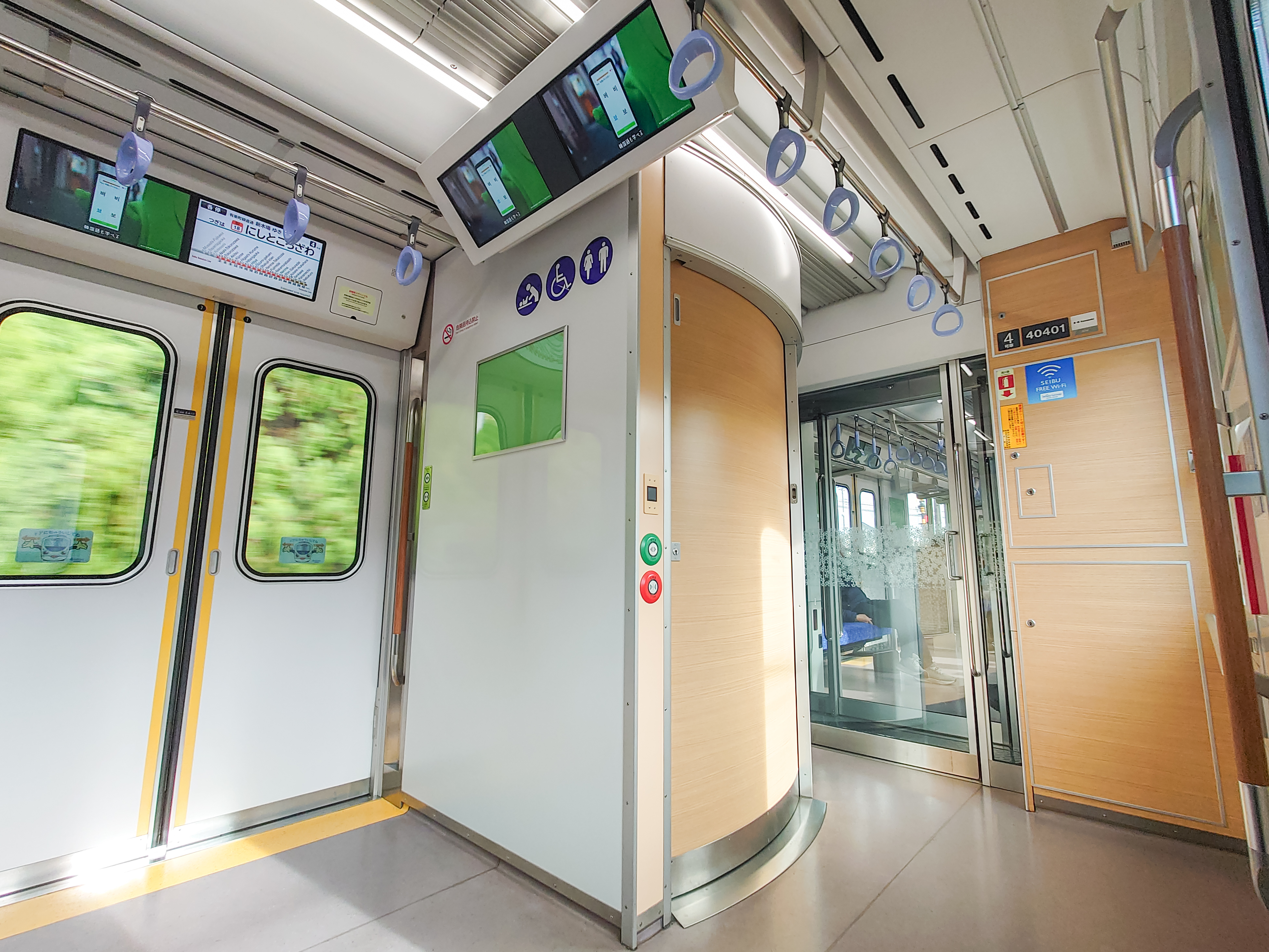
4号車のトイレ周り （サハ40401 2024年11月）
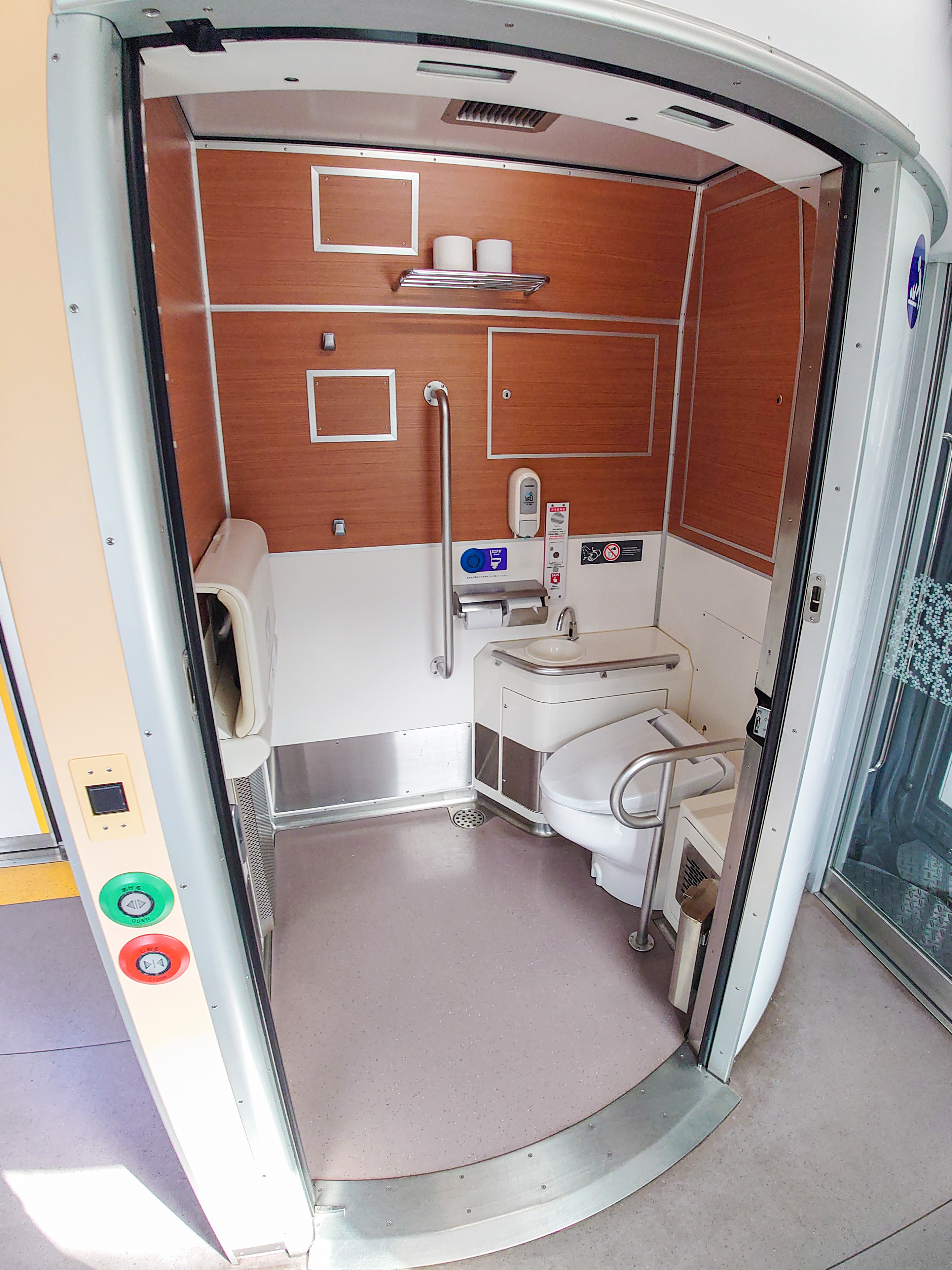
4号車の車椅子対応トイレ （サハ40402 2024年2月）
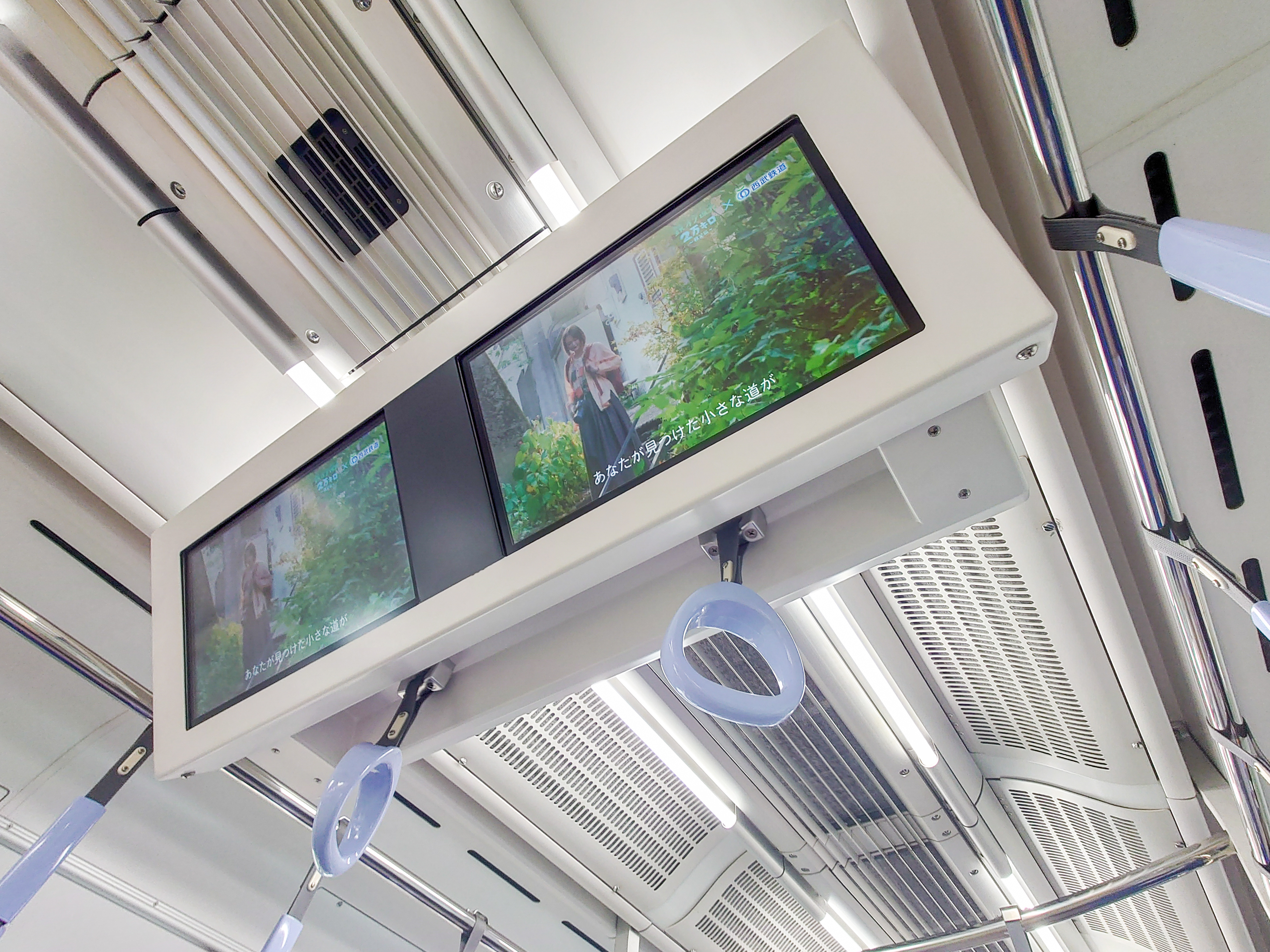
天井部のスマイルビジョン （クハ40001 2024年11月）

50番台
座席は通常のロングシートとなっており、ドア間は7人掛け、車端は3人掛けの標準的な配置である。バケットシートは従来より凹凸が大きくなり、背ずり上部の波型も30000系より深い形になった。モケットは30000系と同じく通常部は青色系、優先席部はオレンジ系の配色で、共に桜をモチーフにした模様が入れられている。座席間のスタンションポールについては7人掛け座席では2本、3人掛け座席では1本設置され、優先席部はオレンジ色着色品である。袖仕切りは白を基調に、中央部には桜模様のついたガラスが入っている。30000系等と同様、座面付近から荷棚部までポールが伸びている。荷棚の高さは扉間、車端部とも同一とされ、0番台の車端部よりも若干低い。
優先席と車椅子スペースの配置は全面的に変更されており、車椅子スペースは各車1か所ずつ車端部に配置、その他の車端部座席は全てが優先席とされた。具体的には1・2号車の池袋寄りと3  - 10号車の飯能寄り、飯能に向かって右側（1号車のみ左側）が車椅子スペースとなっている。
客室通常部の床敷物は30000系などにみられる近年の標準的な配色とされたが、色調が暖色系で、またドア下の黄色部分が細めという独自のデザインとなった。

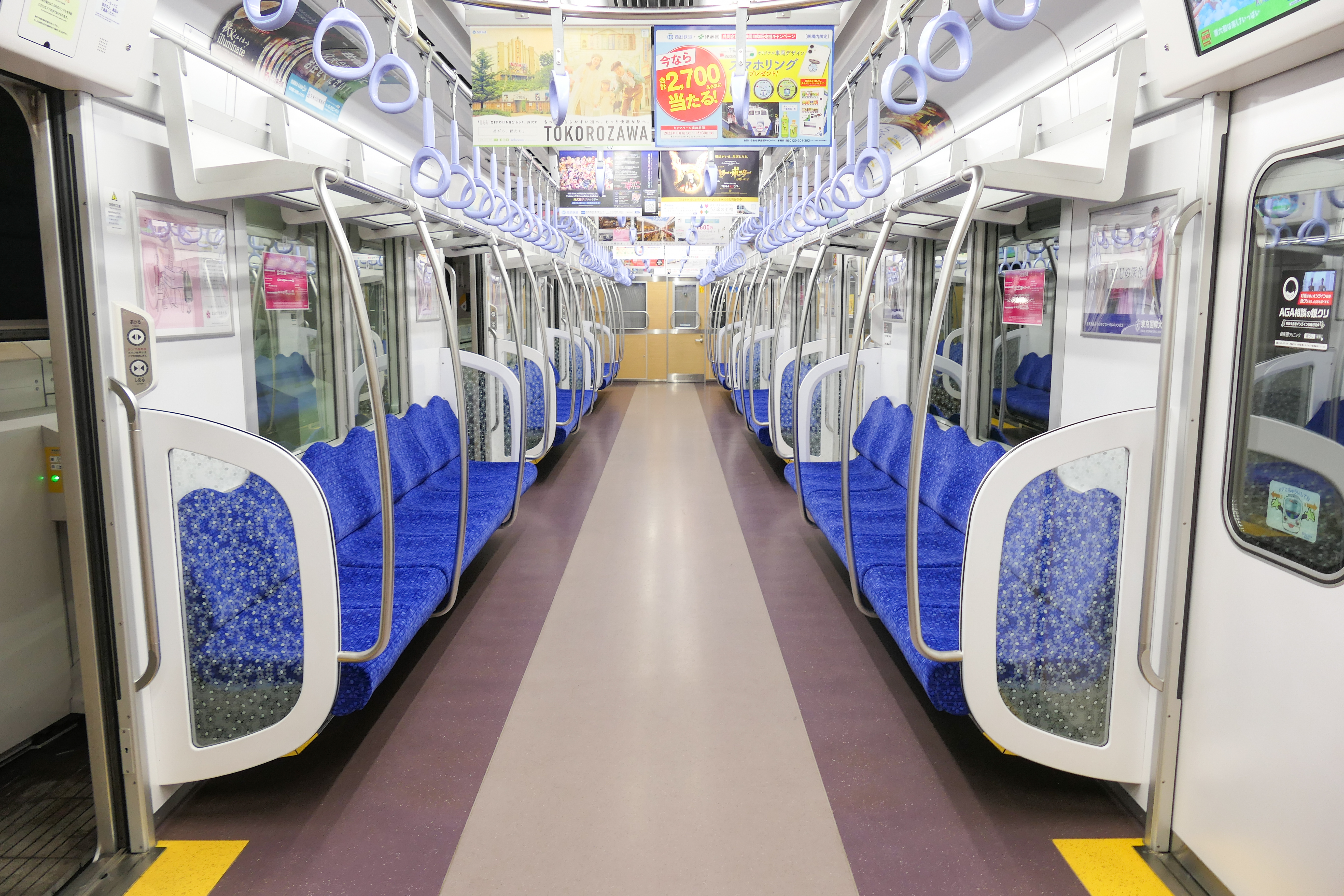
50番台の車内 （クハ40152 2022年12月）
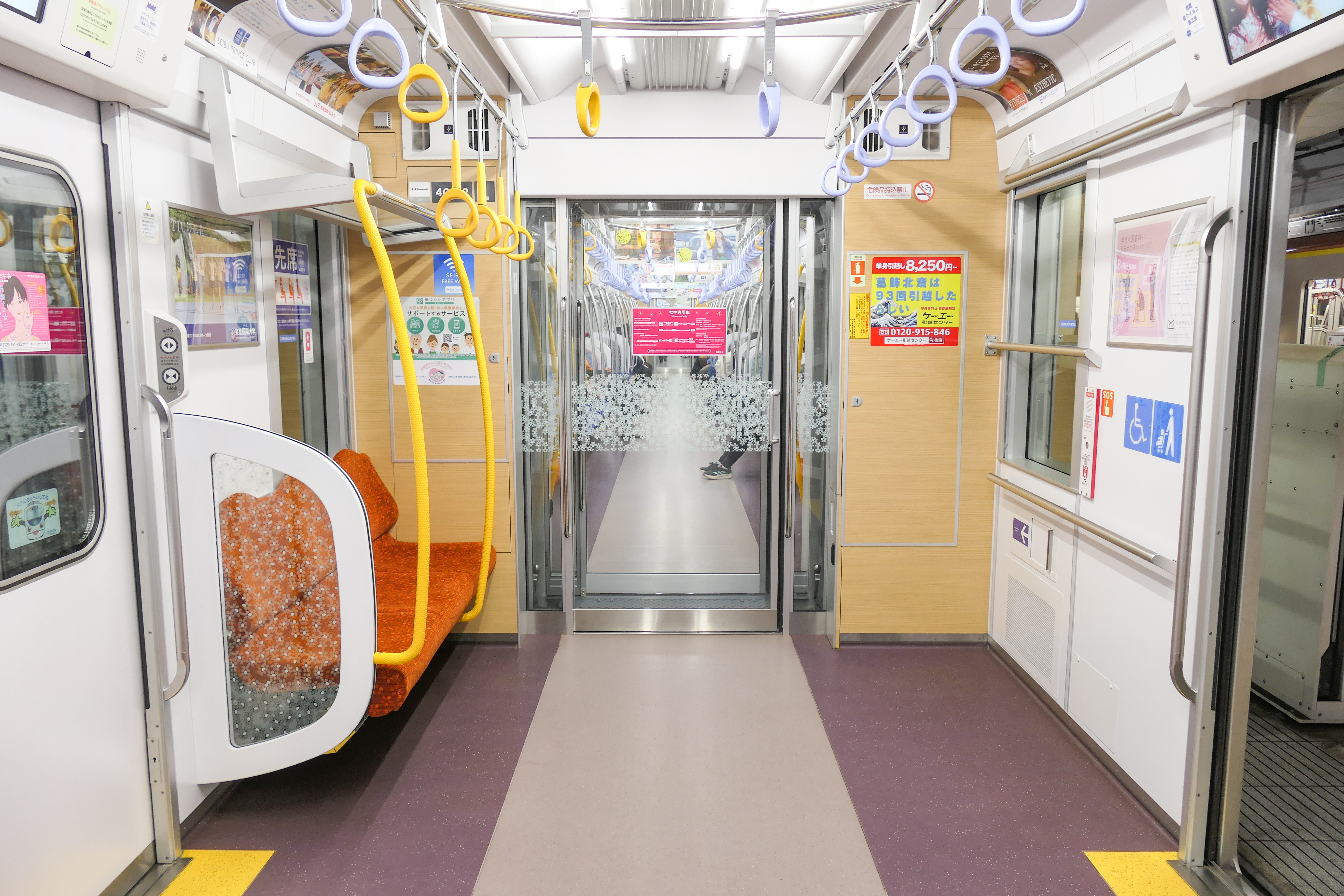
車端部の様子 （クハ40152 2022年12月）
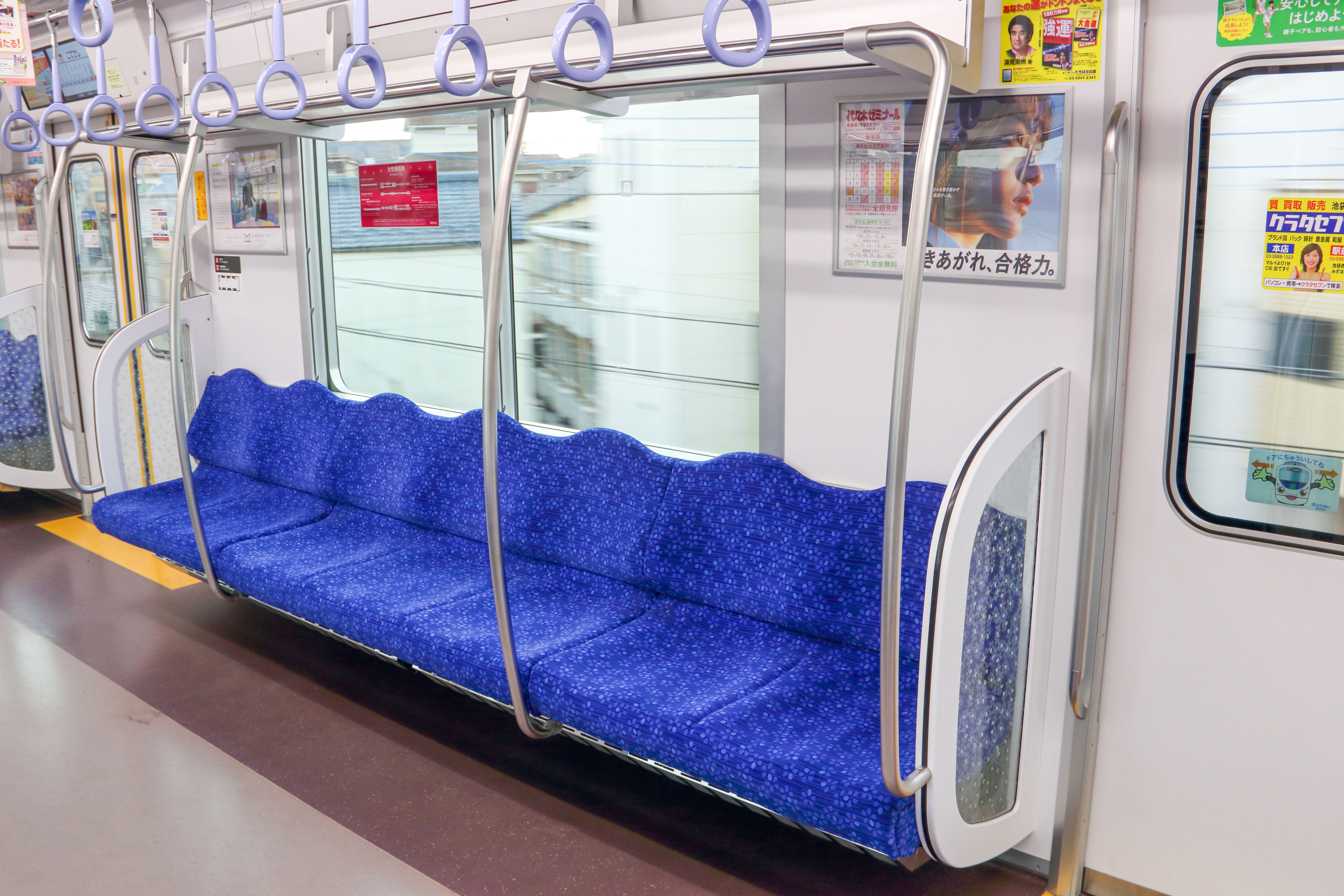
扉間の7人掛けロングシート （クハ40151 2022年3月）
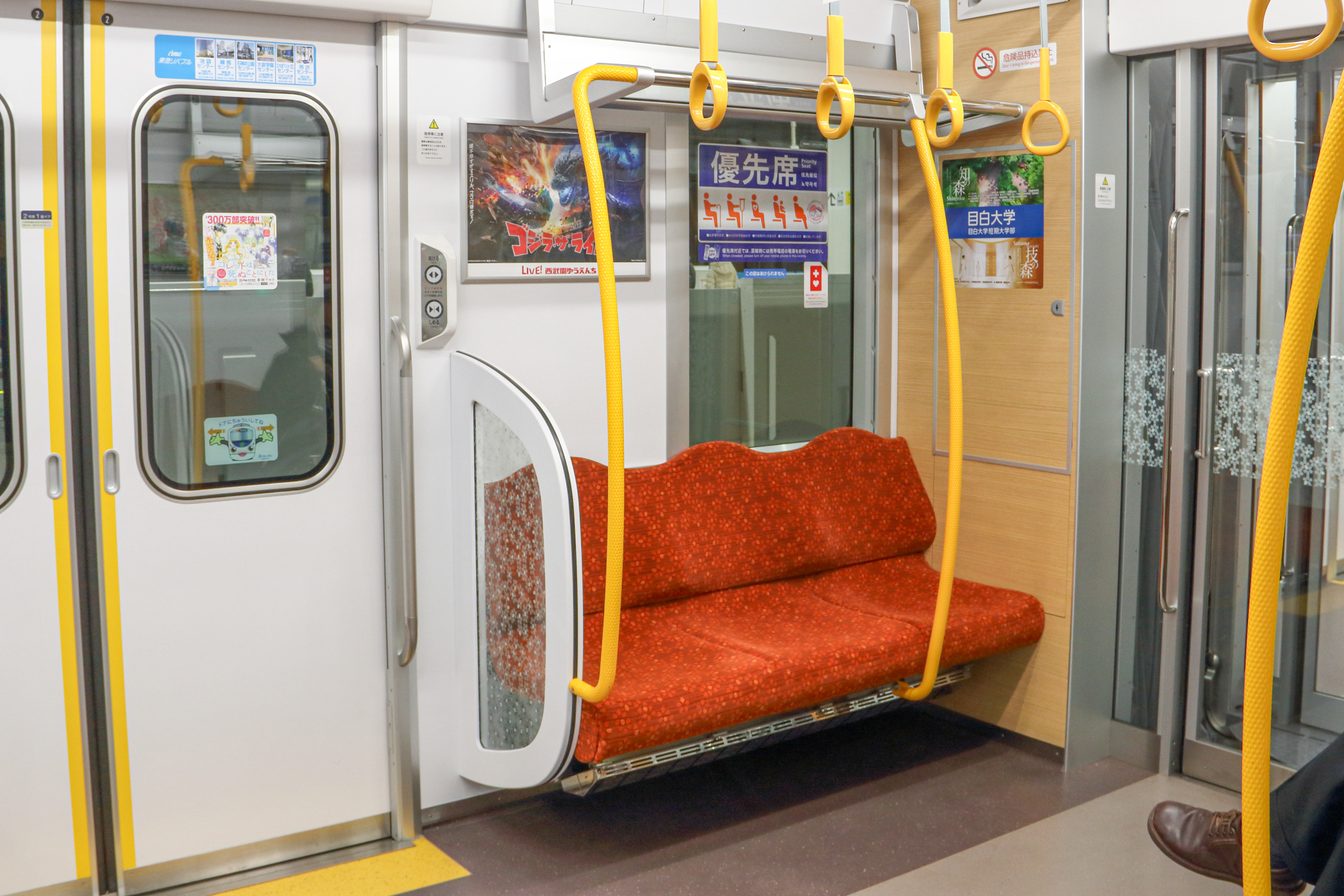
車端部の3人掛けロングシート 全て優先席で、橙色のモケット。 （モハ40253 2022年1月）
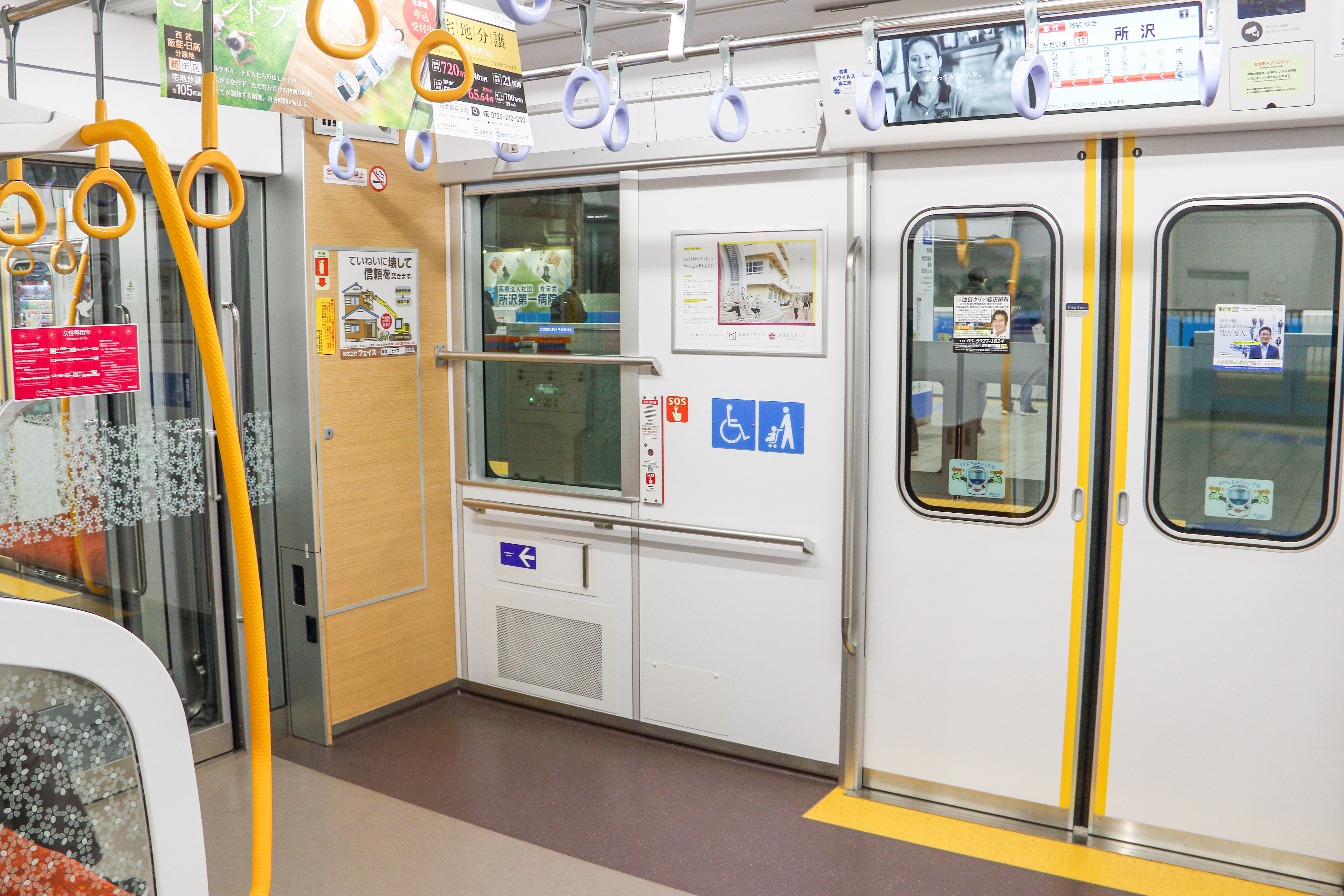
車端部の車椅子スペース 各車1か所ずつ設置されている。 （クハ40153 2022年1月）

### 乗務員室
運転室は全室構造とし、緊急時の避難経路確保のため、前面に非常扉を設けている。前面窓のワイパーは主ワイパーと予備ワイパーとを設けて、スイッチ操作で切り替えられるものとして冗長性を確保したほか、視認性向上のため非常扉にも電動ワイパーを設けている。デフロスターは表示器部を含め全ての前面窓に装備される。
運転台は30000系と同様のグラスコックピット構成とされている。3枚のタッチパネル式液晶画面が並び、基本的には左端に「表示灯」画面を、中央に速度計や圧力計等の「メーター」画面を、右端には機器の状態表示や操作を行う「モニタ」画面を表示する。なおバックアップ機能を設けており、速度計と表示灯を1画面で表示することや、それぞれ別の画面を表示することも可能である。主幹制御器はT型ワンハンドルマスコンを採用した。
地下鉄線内のワンマン運転やATOに対応しており、運転台の直上には車上CCTVのモニタ装置とミリ波受信器を設置している。列車無線制御器（送受話器を含む操作部）はデジタル無線対応品で、6000系同様に1台で各路線に対応する。
客室との仕切り窓は床からの高さを30000系よりもさらに低い965 mmとすることで、子供にも前面展望を楽しむことができるよう配慮されている。

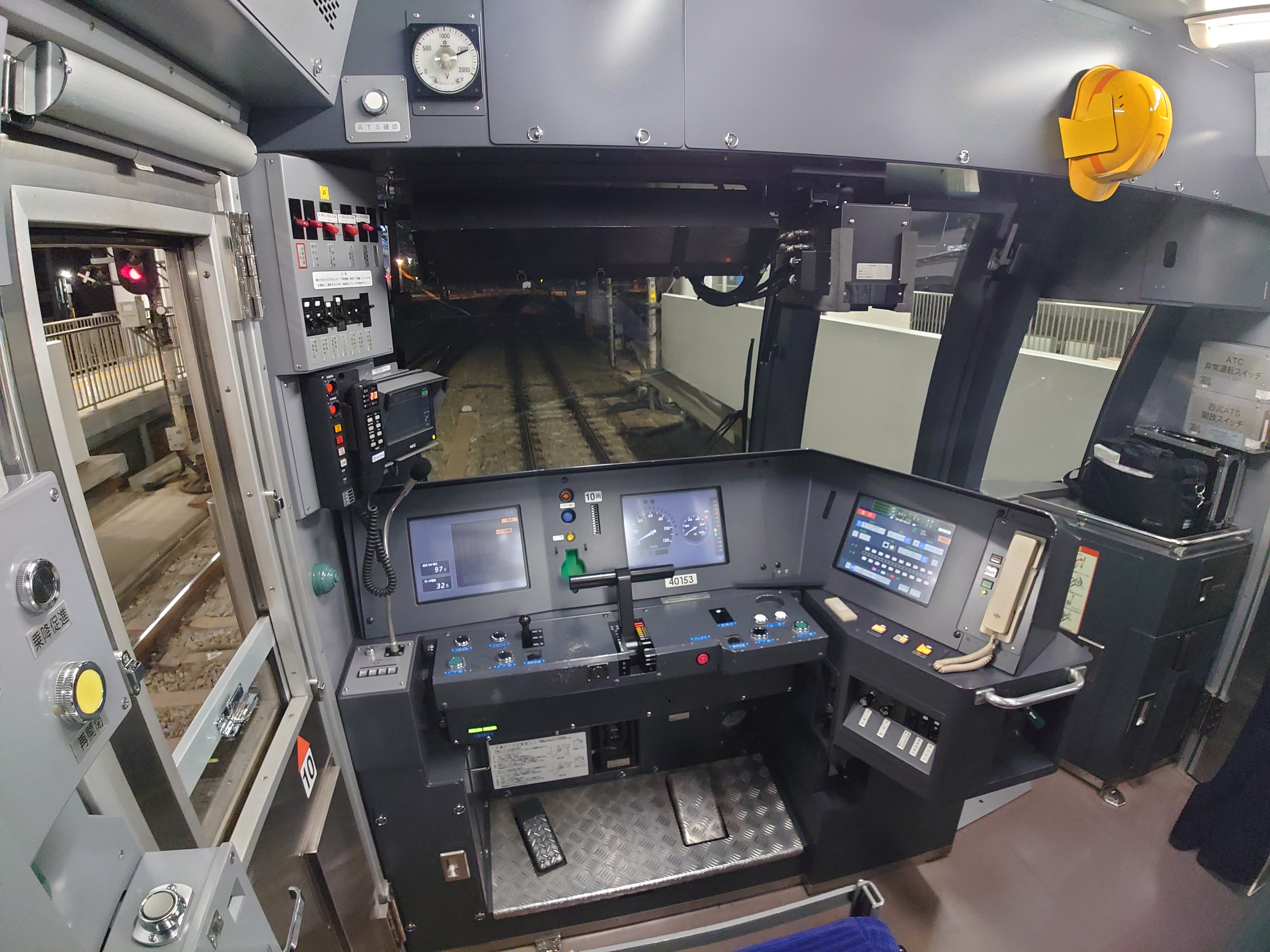
乗務員室 （クハ40153 2024年6月）
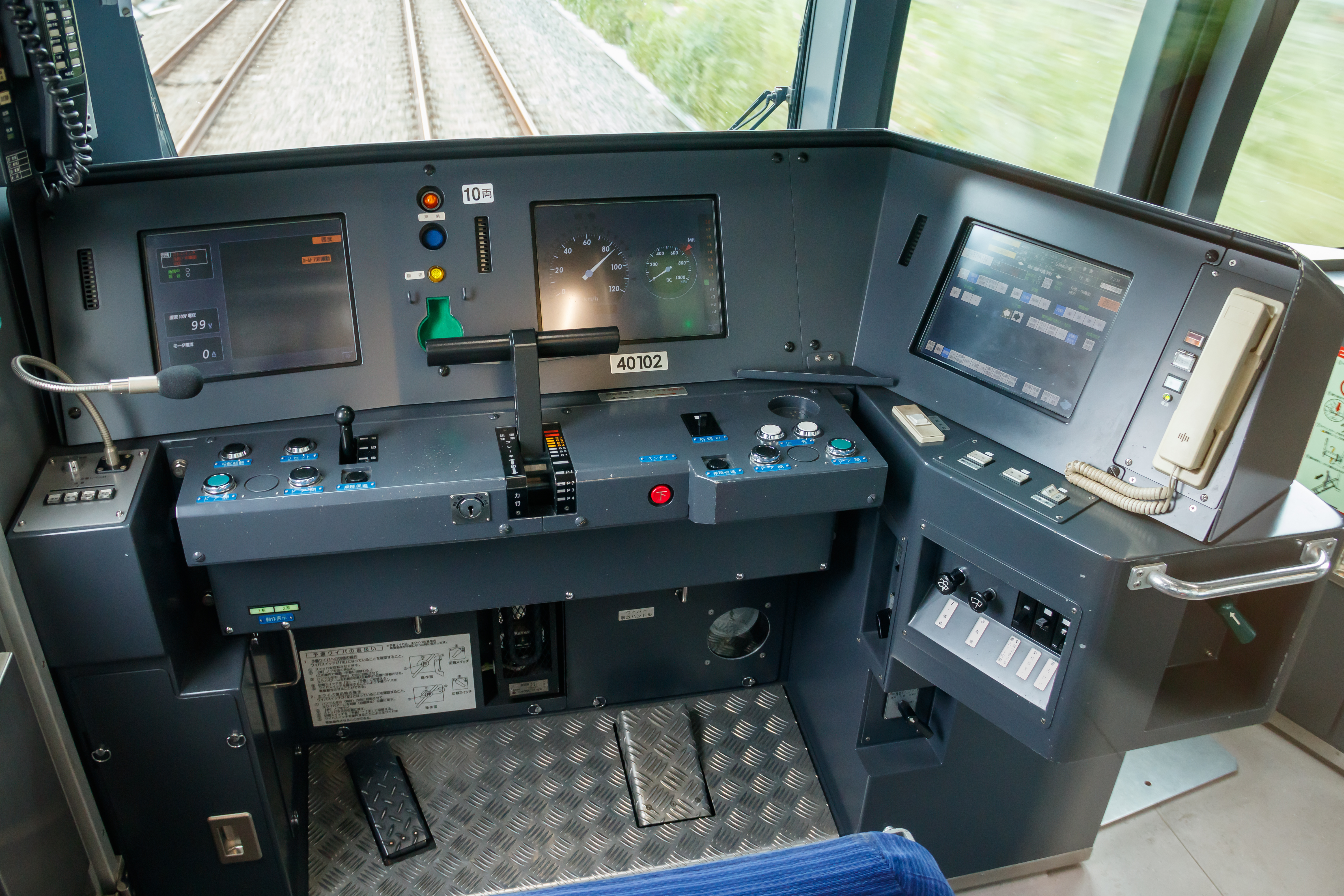
運転台のアップ （クハ40102 2022年5月）

## 主要機器
主回路には東芝のPMSM主回路システムを採用している。これは6000系の6157編成で試用しているものをベースに開発された。全電気ブレーキと定速運転の機能を有している。
なお東芝については2017年7月1日から2025年4月1日までの間、鉄道事業を含む社会インフラ事業が東芝インフラシステムズに分社化されていた。
制御方式はIGBT素子を用いた2レベルVVVFインバータ制御で、1つのインバータ回路で1台の電動機を制御する1C1M方式とし、そのインバータ回路4つ（=1両分）を1台の冷却器にまとめた4in1インバータユニットとして小型化した。この4in1インバータユニットを2群備えたVVVFインバータ装置（SVF102-H0）をM1・M5に搭載し、それぞれ自車に加えてM2・M6をモハユニットとして制御、また10両編成のM3には1群のVVVFインバータ装置（SVF098-E0）を搭載する。ベースとなる6157編成との相違点として、フィルタリアクトルをアルミ製から低損失の銅製へと変更している。
主電動機は190 kWの全閉形永久磁石同期電動機（SEA-547A）を使用する。
補助電源装置は260 kVAの静止形インバータ（SIV）を採用。10・8両編成ともM2・M6に各1台、編成で計2台搭載する。素子にハイブリッドSiCを使用し、3レベルインバータ方式とすることでスイッチング損失を低減している。また、編成内2台で並列同期運転を行うことで、1台が故障しても給電を（停止することなく）継続できる構成とした。これに使用する区分開閉器箱をT1に設置している。さらにS-TIMのネットワークを利用し、軽負荷時に一部を休止させる軽負荷休止運転制御を行うことで、車両全体での電力変換効率向上を図っている。形式はNC-GAT260A。
空気圧縮機は三菱電機製のスクロール式コンプレッサを採用。10・8両編成ともM2・M6に各1台、編成で計2台搭載する。当初採用されたものはMBU1600Y-3Bで、30000系等とほぼ同等のものである。三相誘導電動機直結のコンプレッサを3台備えるユニット型となっており、1台が故障しても運転を継続できるよう冗長性が確保されている。装置箱内にはこれに加えて、アフタークーラ、除湿装置、起動回路を内蔵する。2024年度に登場した8両編成ではオイルフリータイプのURC2000系に変更された。これは20000系で2019年より使用されているものと同等であり、2台ユニット型となっている点を除けば上記の仕様は変わらない。
集電装置はシングルアーム式のPT7116-Dを採用。剛体架線対応のほか、電磁かぎ外し装置と降下検知装置を備える。10両編成ではM1・M3・M5、8両編成ではM1・T1・M5のいずれも飯能方に各1台、編成で3台を搭載する。
台車は新日鐵住金製のモノリンク式ボルスタレス方式を採用。牽引装置はZリンク式で、軸重調整機構付きである。駆動装置歯車の歯面形状適正化により低騒音化を実現したほか、応加重差圧弁を採用し走行安定性も向上している。基礎ブレーキは動台車、付随台車ともにユニット式の踏面片押しブレーキとした。駆動方式はWN継手式の中実軸平行カルダン駆動方式を採用している。形式は動台車がSS185M、付随台車がSS185T。なお新日鐵住金は2019年に商号を変更しており、50番台については日本製鉄製となる。
ブレーキは回生ブレーキ併用電気指令式空気ブレーキ方式（HRDA-1）で、空気ブレーキはON/OFF制御弁による各軸制御が可能。30000系のシステムを踏襲している。遅れ込め制御、保安ブレーキ、圧着ブレーキ、フラット防止装置を装備する。ブレーキ受量器が台車単位でブレーキ力を演算しており、荷重の偏りや回生失効が発生した場合もS-TIMにより編成全体のブレーキ力管理が行われ、他の車両に分配するシステムとなっている。また、台車ごとにブレーキ制御装置を装備することにより、空気配管が短縮され応答時間が約半分となり、ブレーキ時の空走時間短縮に繋がる。
列車情報制御システムは30000系に次いでS-TIMを搭載した。力行とブレーキトルクを編成で一括管理制御する列車統合制御を行い、消費電力削減、乗り心地向上を図っている。車両の主要機器との伝送経路を2重化して、機器間伝送の信頼性を向上させたほか、床下機器をS-TIM箱に集約させることで車体配線の削減を図っている。また、直通先でのATO/TASC運転対応のため、ATO制御部を統合した。その他、各機器の試験を自動化し、運転台の画面から操作可能としたことで、検修業務の効率化を図っている。
空調装置は集中式で、外気取入れ機能つき、容量58.14 kW（50,000kcal/h）のCU723Aを各車両の屋根上中央部に1台搭載している。装置の冷媒はR407Cを使用している。全自動空調運転を念頭に設計されており、全自動モードにおいては各車の温湿度、乗車率およびS-TIMがもつカレンダ情報に基づいて最適な空調モードを選択し、暖房・冷房・除湿・送風をそれぞれ自動で行う。
ラインデリア（軸流ファン）はレール方向に取付けて風量バランスの改善を図った。運転モードは強・弱・微の3速制御とし、空調制御器の指令により最適な運転を自動で行う。また乗務員の判断による強制運転も可能。暖房装置は座席下部や車椅子スペースにシーズワイヤヒータを取付けており、寒冷期でも十分な能力としている。

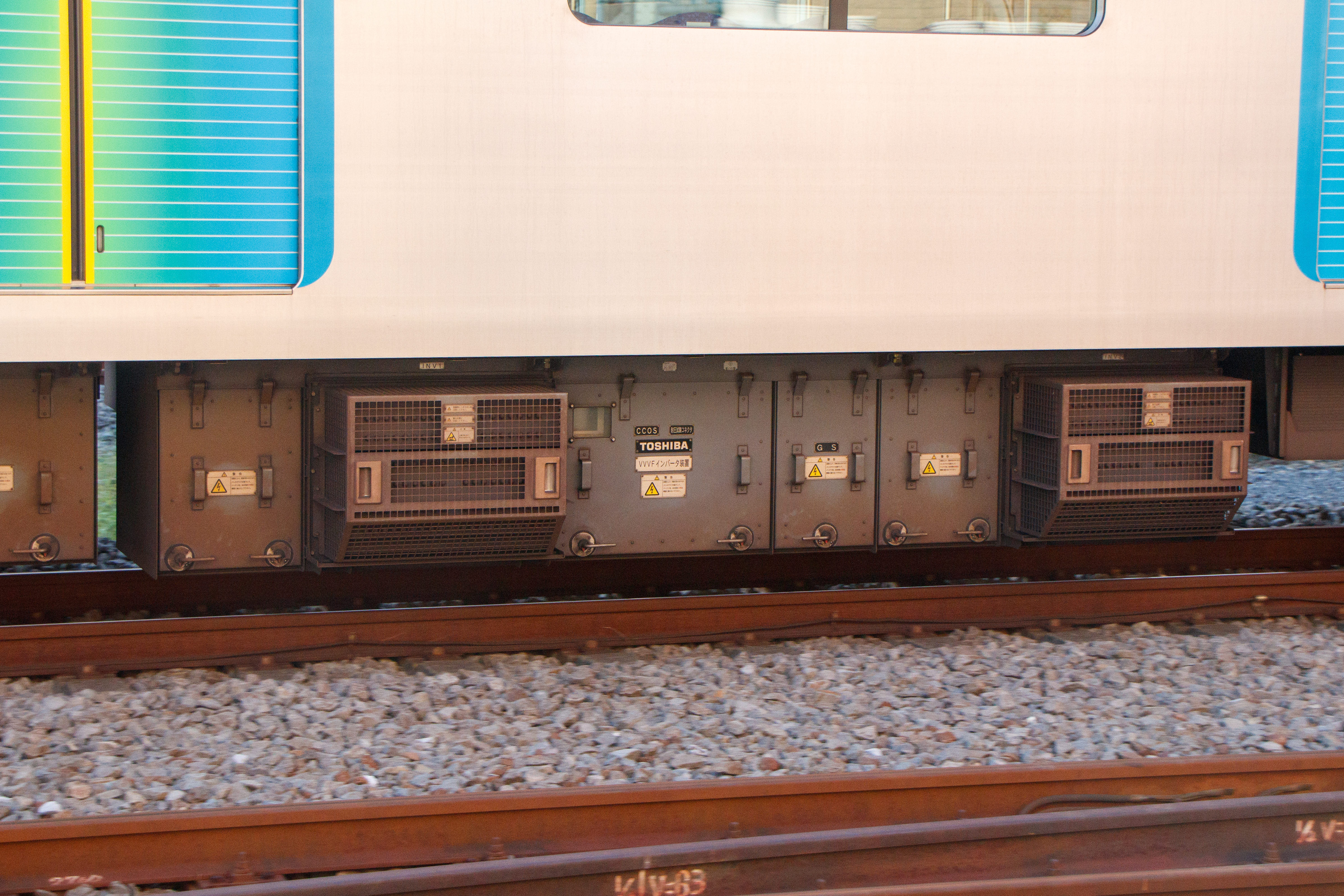
SVF102-H0 VVVFインバータ装置 （モハ40253 2023年9月）
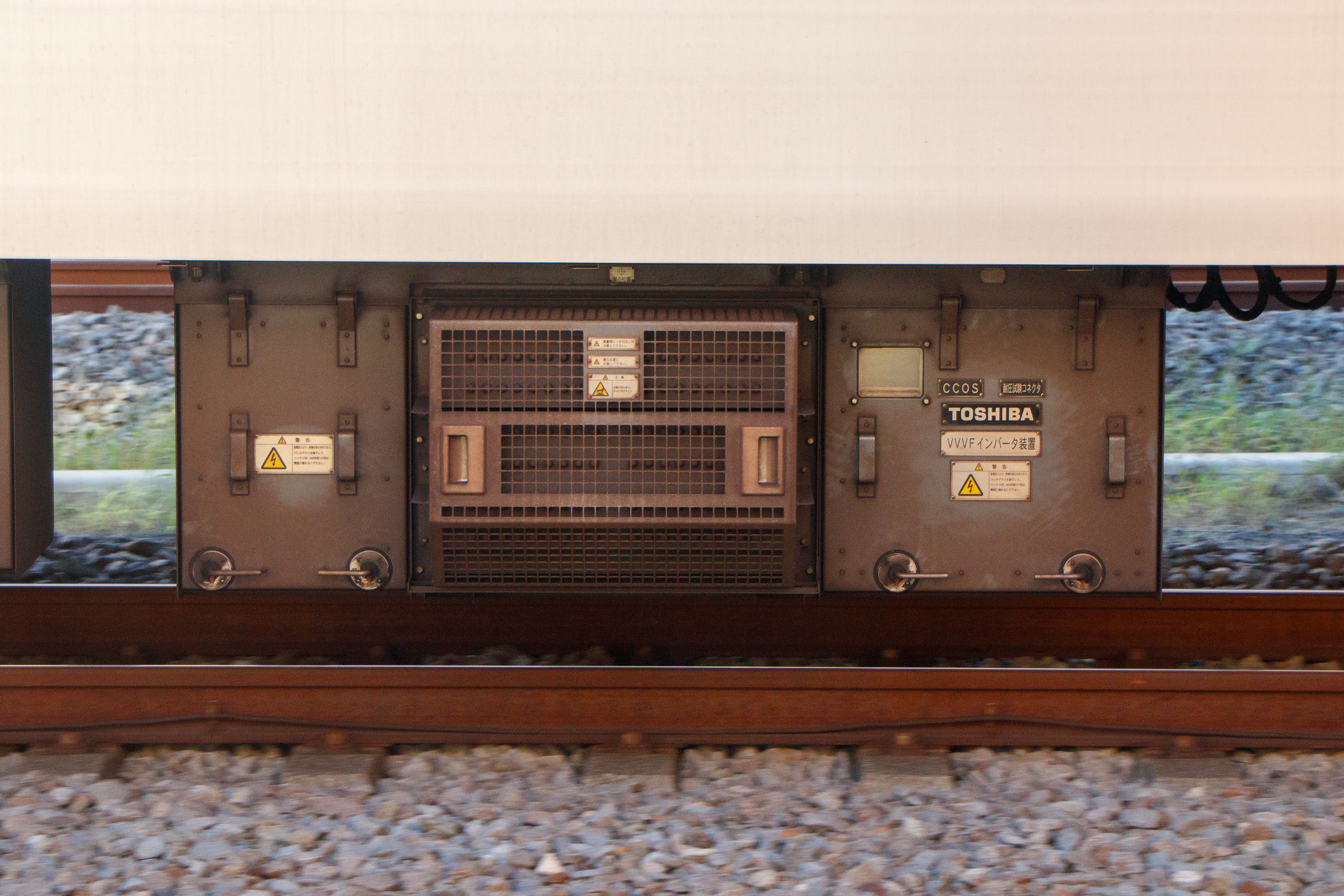
SVF098-E0 VVVFインバータ装置 （モハ40253 2023年9月）

## 導入後の変遷
- 2019年2月より、優先席にヘルプマークを掲出[25]。優先席ステッカーの（車内から見て）右下にヘルプマークステッカーが追加された。
- 先頭部の室外解錠ハンドル（ドアコック）蓋について、2020年1月から容易に開かないよう、四辺に銀色のテープを貼り付けて簡易封鎖を実施。これについは2021年度製造分より改良され、既存車も2022年春から夏頃にかけて同様のものへ交換が実施された。
- 2020年8月から10月にかけて、車内に抗ウイルス・抗菌加工を実施した[26]。
- 2021年8月、女性専用車ステッカーを池袋線・新宿線両対応のものへ貼り替え[注 21]。
- 2022年2月から5月にかけて、0番台の列車無線装置を更新（デジタル無線に対応）。運転台に列車無線表示器[注 22]を新設、屋根上の列車無線第2アンテナを本設置したほか、4号車側面・床下の誘導無線アンテナ等を撤去[注 23]するとともに、関連個所に転落防止幌を新設・交換している。
- 2022年12月、50番台からWi-Fiを撤去した。

### 製造時期による差異
2016年度製造分（40101・40102編成）
- このグループのみ、天井部のデジタルサイネージを搭載。
- 転落防止幌の台座が全て通常サイズとなっている[注 24]。

2017年度製造分（40103 - 40106編成）
- 側面先頭部のドアコック蓋を改良、また妻面のステップ配置、パンタグラフからの高圧配管の固定方法を変更
- 車内の非常用車椅子格納箱を小型化、妻引戸のドアレールを変更（通路部分を平滑化）

2019年度製造分（40151・40152編成）
- コイト製LED前照灯を2灯式から多灯式（10灯丸形）へ変更
- 列車無線アンテナの形状を変更
- デジタル無線対応化・誘導無線廃止
  - 先頭車屋根上の列車無線第2アンテナを本設置
  - 誘導無線関連機器（側面、床下のアンテナ・床下の送受信機箱等）の省略
  - 上記に伴い関連個所の転落防止幌・妻面ステップ配置を変更
  - 運転台へ列車無線表示器を設置

2020年度製造分（40153・40154編成）
- 車内防犯カメラを設置（鴨居部に千鳥配置）

2021年度製造分（40155 - 40157編成）
- 先頭部のドアコック蓋を改良（2回目）
- 40156編成から、抗菌・抗ウイルス仕様の座席シートを採用[27]

2022年度製造分（40158 - 40160編成）
- 女性専用車ステッカーをメーカーでの貼付に変更

2023年度製造分（40161 - 40164編成）
- 車内の非常用設備の表記を変更（ドアコックの表示変更、非常通報器近傍に表示追加）[注 25]
- 40162編成より、優先席表示を変更（ヘルプマーク等の表示が一体となったものへ）

2024年度製造分（48151編成 - 48153編成）
- 側面の車両番号表示を白色から灰色へ変更[28]
- 空気圧縮機を変更[28]
- 車内防犯カメラを通信式のシーリングタイプに変更（他系列の室内灯一体型と同等）
- ドライブレコーダー（Adkit）を設置

## 特別装飾編成
他系列の例に漏れず、40000系においてもヘッドマークの掲出や車体へのラッピング、また車内への装飾が多数行われている。中でも特筆性の高いものについて、以下に解説する。

### 四代目「L-train」
40152編成が四代目の「L-train」として、2025年3月15日より池袋線系統で営業運転を開始した。当初は地上線内のみでの運行であったが、7月28日より地下鉄等への直通運転を開始している。最初の発表では運行区間が池袋線・狭山線・新宿線・拝島線とされていたが新宿線系での営業運転は行われておらず、直通運転開始の発表時には運行区間から新宿線・拝島線が消されている。
デザインとしては紺色の車体にライオンズの各種ロゴを配置するという基本的な方向は先代と変わらないが、これまでペットマークロゴが配されていた前面はレオマークが描かれ、側面も車体裾に白のアクセントが入れられるなど、先代とは大きく違う印象を与えるものとなっている。側面のデザインは先頭車と中間車とで変えられており、これは初代の3000系に通じる。表記類はほぼ全て専用品が用いられ、目立つところとしては「LONG」「弱冷房車」が赤色ベースに、コーポレートマークなどが白単色になった。三代目の20000系に続くフルラッピングでの表現であるが、同車で見られた車内の装飾は行われていない。また2020年から行われていた選手のラッピングもなく、これと入れ替わるような形で背番号風の号車番号表示が配置されている。
なお三代目についてはこれまで池袋線・新宿線の両路線で運行されていたが、池袋線では四代目と入れ替わる形で5月中旬に運行を終了した。

## 運用
2025年4月1日現在、デュアルシート車の0番台は10両6編成、ロングシート車の50番台は10両14編成と8両3編成がそれぞれ運用されている。0番台の2編成のみ新宿線系で運用、他の編成は原則全て池袋線系での運用となる。

### 運用範囲
池袋線系統8両編成（50番台）
- 池袋線・西武秩父線：全線
- 豊島線：全線
- 狭山線：全線

池袋線系統10両編成（0番台および50番台）
- 池袋線・西武秩父線：全線（飯能 - 西武秩父間はS-TRAINのみ）
- 狭山線：全線
- 西武有楽町線：全線
- 東京メトロ有楽町線：全線
- 東京メトロ副都心線：全線
- 東急東横線・横浜高速鉄道みなとみらい線：全線

新宿線系統10両編成（0番台）
- 新宿線：全線
- 拝島線：全線

なお10両編成は優等列車での運用が主体となっており、特に池袋線の池袋 - 練馬駅間と豊島線、また新宿線の西武新宿 - 上石神井駅間、および東急東横線と横浜高速鉄道みなとみらい線は、ホーム有効長等の都合により各駅停車としての運行はない。2023年開業の東急新横浜線および相鉄各線での運行はないが、試運転では新横浜までの入線実績がある。

### 0番台（10両編成）
2016年度から2017年度にかけて6編成が製造された。池袋線系統では2017年3月25日から2編成が営業運転を開始し、現在では4編成が使用されている。新宿線系統では2018年3月10日から2編成が営業運転を開始した。
有料座席指定制列車（S-TRAIN・拝島ライナー）の全列車のほか一般列車にも充当されるが、原則として運用は固定されており、副都心線・東急に乗り入れる一般運用はほぼない。
有料座席指定列車として運転する場合は座席をクロスシートに設定するほか、室内灯を電球色とし、また弱冷房車設定を解除している。
配属
40101 - 40104編成の4本は小手指車両基地、40105・40106編成の2本は玉川上水車両基地に新製配置され、突発的な貸出を除き、それぞれ池袋線系統・新宿線系統で運用されていた。
その後、2020年4月1日付で全編成が小手指車両基地の所属となり、以降は40103 - 40106編成の中からいずれか2編成が常に新宿線系統へ貸し出されている。当初は相殺処置として新宿線系統から同様に20000系2編成が貸し出されていたが、2022年度の40158・40159編成導入時に終了した。

### 50番台（10両編成）
2019年度から2023年度にかけて14編成が製造された。2019年12月26日から1編成が池袋線系統で営業運転を開始、2020年7月31日から東京メトロ有楽町線・副都心線、東急東横線、横浜高速鉄道みなとみらい線への直通運転を開始した。
配属
40151 - 40154編成の新製配置は小手指車両基地であったが、2021年4月1日付で武蔵丘車両基地へ転属している。以降40160編成まで全て武蔵丘に配置されたが、40161 - 40164編成は再び小手指へ配属され、以降は両車両基地へ分散して配置されている。
新宿線系統への貸出も稀に行われており、当時「カナヘイの小動物」ラッピングを施していた40152編成が2020年に新宿線系統で運行されていたほか、2021年には一般車の貸出が短期間ながら数度行われた。

### 50番台（8両編成）
2024年度から2025年度にかけて6編成が製造される予定。2025年1月13日に1編成が池袋線系統で営業運転を開始、年度末までに計3編成が導入されており、いずれも武蔵丘車両基地に配属された。
地上限定車として運用されており、一部の6000系と同様に前面非常扉窓の下部に黄色のテープを貼付するとともに、運転台へ「地下鉄非対応車」の表示を行っている。弱冷房車は2号車で、CCTVミリ波受信装置・CCTVモニタ装置の設置も省略されている。

### 特別な運用

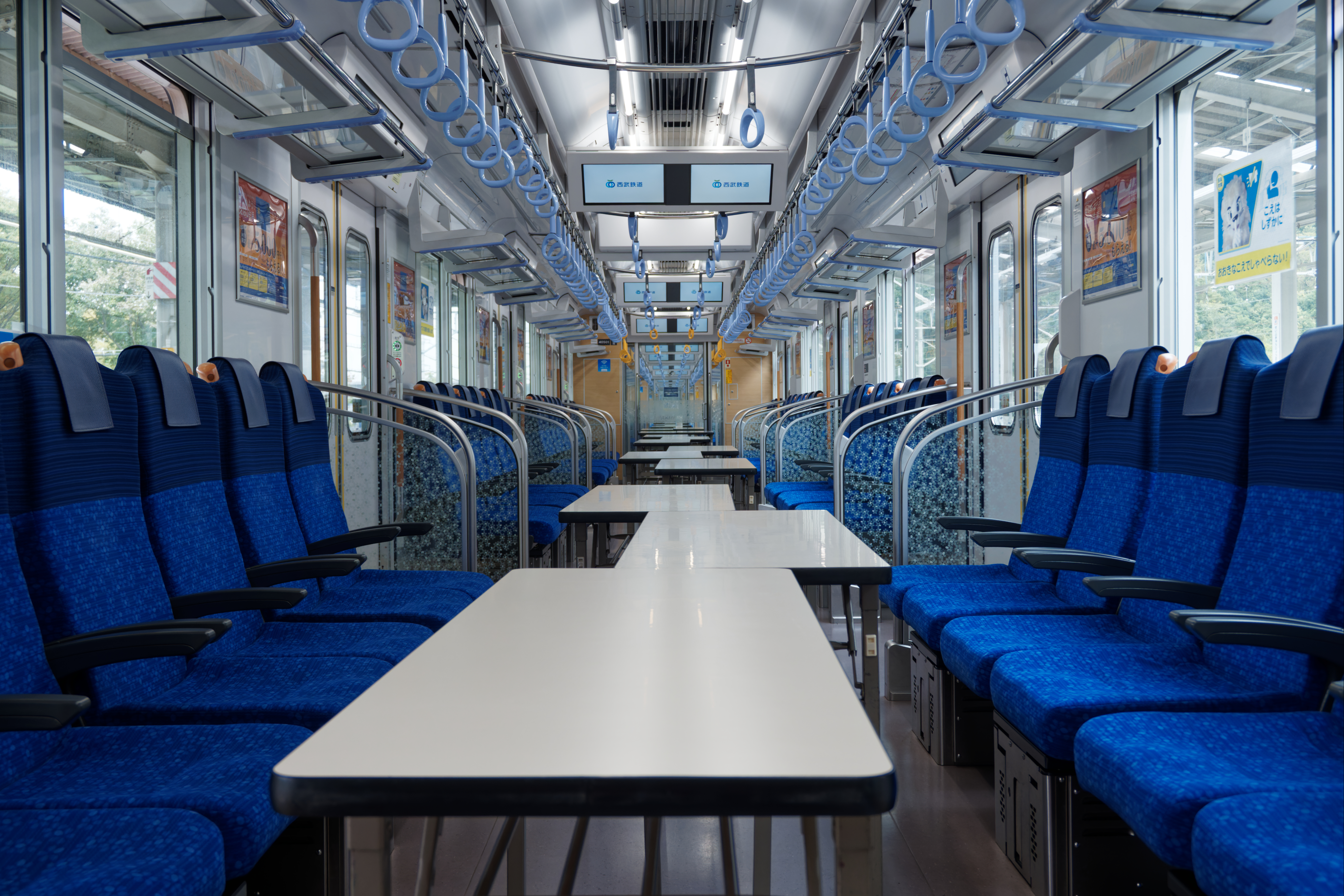
WORKING TRAINの車内（2021年10月7日）

- 0番台は、西武秩父行き臨時夜行列車（ちちぶ (列車)#臨時夜行特急を参照）に使用されている。2017年は5月26日と11月10日[37][38][39]、2018年は4月27日と11月16日にいずれも元町・中華街駅発で[40][41]、2019年は11月22日に新木場駅発でそれぞれ運行された[42]。
- 2021年10月7日・8日に、西武球場前駅に留置した車両でライオンズの試合前にテレワークができるという「WORKING TRAIN」を実施した[43]。本系列の0番台車両を使用し、コンセントやトイレといった車内設備が活用された。
- S-TRAINでは、2023年3月よりサイクルトレインを実施している。詳細はS-TRAIN#サイクルトレインを参照。

## 編成
0番台の10両編成と50番台の10両編成、また50番台の8両編成が存在する。付番方式は6000系以降のものを踏襲しており、百位で編成内の号車、十位以下で編成の番号を表し、また座席形態により0番台と50番台に別けられている。8両編成については30000系の方式が引き継がれ、千位が両数を表す「8」となり、百位はそのまま連結位置を表している。具体的には1号車が「48151」、8号車が「48851」という形になる。

### 編成表
0番台
|          |          | ← 飯能・西武球場前池袋・西武秩父 → ← 和光市新木場・元町・中華街 → ← 西武新宿本川越・拝島 → |                   |                |                |                   |                |                |                   |                |                 |
| 号車     | 号車     | 1                                                                                          | 2                 | 3              | 4              | 5                 | 6              | 7              | 8                 | 9              | 10              |
| 形式     | 形式     | クハ40100 (Tc1)                                                                            | ＜ モハ40200 (M1) | モハ40300 (M2) | サハ40400 (T1) | ＜ モハ40500 (M3) | サハ40600 (T2) | サハ40700 (T3) | ＜ モハ40800 (M5) | モハ40900 (M6) | クハ40000 (Tc2) |
| 搭載機器 | 搭載機器 | BT                                                                                         | VVVF2             | SIV,CP         |                | VVVF1             |                | BT             | VVVF2             | SIV,CP         |                 |
| 車内設備 | 車内設備 | ♿︎,女性専用車                                                                              | ♿︎α               |                | トイレ,♿︎      |                   |                |                |                   | ♿︎α,弱冷房車   | PZ              |
| 自重     | 自重     | 29.5 t                                                                                     | 36.9 t            | 35.0 t         | 28.2 t         | 34.6 t            | 26.7 t         | 27.2 t         | 37.0 t            | 34.8 t         | 28.6 t          |
| 定員     | ロング時 | 124                                                                                        | 132               | 132            | 126            | 132               | 132            | 132            | 132               | 132            | 125             |
| 定員     | クロス時 | 119                                                                                        | 127               | 127            | 121            | 127               | 127            | 127            | 127               | 127            | 121             |
| 定員     | 座席     | 38                                                                                         | 45                | 48             | 42             | 48                | 48             | 48             | 48                | 45             | 30              |
| 車両番号 | 車両番号 | 40101 ： 40106                                                                             | 40201 ： 40206    | 40301 ： 40306 | 40401 ： 40406 | 40501 ： 40506    | 40601 ： 40606 | 40701 ： 40706 | 40801 ： 40806    | 40901 ： 40906 | 40001 ： 40006  |

- 車内設備配置（0番台）

| 1号車  | 1号車      | 1号車      | 1号車      | 1号車      | 2号車 | 2号車 | 2号車 | 2号車 | 2号車 | 3号車 | 3号車 | 3号車 | 3号車 | 3号車 | 4号車 | 4号車 | 4号車 | 4号車 | 4号車 | 5・7号車 | 5・7号車 | 5・7号車 | 5・7号車 | 5・7号車 | 6・8号車 | 6・8号車 | 6・8号車 | 6・8号車 | 6・8号車 | 9号車    | 9号車    | 9号車    | 9号車    | 9号車    | 10号車 | 10号車 | 10号車 | 10号車 | 10号車 |
| ------ | ---------- | ---------- | ---------- | ---------- | ----- | ----- | ----- | ----- | ----- | ----- | ----- | ----- | ----- | ----- | ----- | ----- | ----- | ----- | ----- | -------- | -------- | -------- | -------- | -------- | -------- | -------- | -------- | -------- | -------- | -------- | -------- | -------- | -------- | -------- | ------ | ------ | ------ | ------ | ------ |
| 運転台 |            |            |            | 優         | 優    |       |       |       | ♿︎ α  |       |       |       |       | 優    | 優    |       |       |       | 🆏     |          |          |          |          | 優       | 優       |          |          |          |          | ♿︎ α     |          |          |          | 優       | 優     |        |        | PZ     | 運転台 |
| 運転台 | 女性専用車 | 女性専用車 | 女性専用車 | 女性専用車 |       |       |       |       |       |       |       |       |       |       |       |       |       |       |       |          |          |          |          |          |          |          |          |          |          | 弱冷房車 | 弱冷房車 | 弱冷房車 | 弱冷房車 | 弱冷房車 |        |        |        | PZ     | 運転台 |
| 運転台 | ♿︎         |            |            | 優         | 優    |       |       |       |       |       |       |       |       | 優    | 優    |       |       |       | ♿︎    |          |          |          |          | 優       | 優       |          |          |          |          |          |          |          |          | 優       | 優     |        |        | PZ     | 運転台 |

50番台（10両編成）
|          | ← 飯能・西武球場前池袋 → ← 和光市新木場・元町・中華街 → ← （西武新宿）（本川越・拝島） → |                   |                |                |                   |                |                |                   |                |                 |
| 号車     | 1                                                                                        | 2                 | 3              | 4              | 5                 | 6              | 7              | 8                 | 9              | 10              |
| 形式     | クハ40100 (Tc1)                                                                          | ＜ モハ40200 (M1) | モハ40300 (M2) | サハ40400 (T1) | ＜ モハ40500 (M3) | サハ40600 (T2) | サハ40700 (T3) | ＜ モハ40800 (M5) | モハ40900 (M6) | クハ40000 (Tc2) |
| 搭載機器 | BT                                                                                       | VVVF2             | SIV,CP         |                | VVVF1             |                | BT             | VVVF2             | SIV,CP         |                 |
| 車内設備 | ♿︎,女性専用車                                                                            | ♿︎                | ♿︎             | ♿︎             | ♿︎                | ♿︎             | ♿︎             | ♿︎                | ♿︎,弱冷房車    | ♿︎,PZ           |
| 自重     | 28.2 t                                                                                   | 35.9 t            | 33.5 t         | 24.8 t         | 33.0 t            | 25.4 t         | 25.5 t         | 35.8 t            | 33.4 t         | 27.9 t          |
| 定員     | 135                                                                                      | 146               | 146            | 146            | 146               | 146            | 146            | 146               | 146            | 136             |
| 座席定員 | 45                                                                                       | 51                | 51             | 51             | 51                | 51             | 51             | 51                | 51             | 31              |
| 車両番号 | 40151 ： 40164                                                                           | 40251 ： 40264    | 40351 ： 40364 | 40451 ： 40464 | 40551 ： 40564    | 40651 ： 40664 | 40751 ： 40764 | 40851 ： 40864    | 40951 ： 40964 | 40051 ： 40064  |

50番台（8両編成）
|          | ← 飯能・豊島園・西武球場前池袋・西武秩父 → |                   |                |                   |                |                   |                |                 |
| 号車     | 1                                          | 2                 | 3              | 4                 | 5              | 6                 | 7              | 8               |
| 形式     | クハ48100 (Tc1)                            | ＜ モハ48200 (M1) | モハ48300 (M2) | ＜ サハ48400 (T1) | サハ48500 (T3) | ＜ モハ48600 (M5) | モハ48700 (M6) | クハ48800 (Tc2) |
| 搭載機器 | BT                                         | VVVF2             | SIV,CP         |                   | BT             | VVVF2             | SIV,CP         |                 |
| 車内設備 | ♿︎                                         | ♿︎,弱冷房車       | ♿︎             | ♿︎                | ♿︎             | ♿︎                | ♿︎             | ♿︎,PZ           |
| 車両番号 | 48151 ： 48153                             | 48251 ： 48253    | 48351 ： 48353 | 48451 ： 48453    | 48551 ： 48553 | 48651 ： 48653    | 48751 ： 48753 | 48851 ： 48853  |

- 車内設備配置（50番台、号車のカッコ内は8両編成の場合を示す）

| 1号車  | 1号車                 | 1号車                 | 1号車                 | 1号車                 | 2号車              | 2号車              | 2号車              | 2号車              | 2号車              | 3 - 9（3 - 7）号車 | 3 - 9（3 - 7）号車 | 3 - 9（3 - 7）号車 | 3 - 9（3 - 7）号車 | 3 - 9（3 - 7）号車 | 10（8）号車 | 10（8）号車 | 10（8）号車 | 10（8）号車 | 10（8）号車 |
| ------ | --------------------- | --------------------- | --------------------- | --------------------- | ------------------ | ------------------ | ------------------ | ------------------ | ------------------ | ------------------ | ------------------ | ------------------ | ------------------ | ------------------ | ----------- | ----------- | ----------- | ----------- | ----------- |
| 運転台 |                       |                       |                       | 優                    | 優                 |                    |                    |                    | ♿︎                 | ♿︎                 |                    |                    |                    | 優                 | ♿︎          |             |             | PZ          | 運転台      |
| 運転台 | 10両編成は 女性専用車 | 10両編成は 女性専用車 | 10両編成は 女性専用車 | 10両編成は 女性専用車 | 8両編成は 弱冷房車 | 8両編成は 弱冷房車 | 8両編成は 弱冷房車 | 8両編成は 弱冷房車 | 8両編成は 弱冷房車 | 9号車は 弱冷房車   | 9号車は 弱冷房車   | 9号車は 弱冷房車   | 9号車は 弱冷房車   | 9号車は 弱冷房車   |             |             |             | PZ          | 運転台      |
| 運転台 |                       |                       |                       | ♿︎                    | 優                 |                    |                    |                    | 優                 | 優                 |                    |                    |                    | 優                 | 優          |             |             | PZ          | 運転台      |

凡例
- ＜：集電装置（シングルアームパンタグラフ）
- VVVF1：主制御器（VVVFインバータ/1群）
- VVVF2：主制御器（VVVFインバータ/2群）
- SIV：補助電源装置（静止形インバータ）
- CP：空気圧縮機
- BT：蓄電池
- ♿︎：車椅子・ベビーカースペース
- ♿︎α：車椅子・ベビーカースペース（非常用車椅子あり）
- トイレ・🆏：車椅子対応トイレ
- 優：優先席
- PZ：パートナーゾーン（車椅子スペースを兼ねる）

### 各編成の詳細
2025年4月1日現在
| 編成      | 編成両数 | 座席形態    | 竣工    | 所属   | その他・備考                              |
| --------- | -------- | ----------- | ------- | ------ | ----------------------------------------- |
| 40101編成 | 10両     | LONG/ CROSS | 2017.01 | 小手指 | 銘板は2016年の表記                        |
| 40102編成 | 10両     | LONG/ CROSS | 2017.01 | 小手指 | 銘板は2016年の表記                        |
| 40103編成 | 10両     | LONG/ CROSS | 2017.10 | 小手指 | 4編成のうちいずれか 2編成は玉川上水へ貸出 |
| 40104編成 | 10両     | LONG/ CROSS | 2017.11 | 小手指 | 4編成のうちいずれか 2編成は玉川上水へ貸出 |
| 40105編成 | 10両     | LONG/ CROSS | 2018.02 | 小手指 | 4編成のうちいずれか 2編成は玉川上水へ貸出 |
| 40106編成 | 10両     | LONG/ CROSS | 2018.02 | 小手指 | 4編成のうちいずれか 2編成は玉川上水へ貸出 |
| 40151編成 | 10両     | LONG        | 2019.12 | 小手指 |                                           |
| 40152編成 | 10両     | LONG        | 2020.02 | 小手指 | 四代目「L-train」                         |
| 40153編成 | 10両     | LONG        | 2020.08 | 小手指 |                                           |
| 40154編成 | 10両     | LONG        | 2020.11 | 小手指 |                                           |
| 40155編成 | 10両     | LONG        | 2021.06 | 小手指 |                                           |
| 40156編成 | 10両     | LONG        | 2021.10 | 武蔵丘 |                                           |
| 40157編成 | 10両     | LONG        | 2021.10 | 武蔵丘 |                                           |
| 40158編成 | 10両     | LONG        | 2022.07 | 武蔵丘 |                                           |
| 40159編成 | 10両     | LONG        | 2023.01 | 武蔵丘 | 当初は銘板が2022年の表記                  |
| 40160編成 | 10両     | LONG        | 2023.03 | 武蔵丘 | 当初は銘板が2022年の表記                  |
| 40161編成 | 10両     | LONG        | 2023.07 | 小手指 |                                           |
| 40162編成 | 10両     | LONG        | 2023.08 | 小手指 |                                           |
| 40163編成 | 10両     | LONG        | 2023.11 | 小手指 |                                           |
| 40164編成 | 10両     | LONG        | 2023.12 | 小手指 |                                           |
| 48151編成 | 8両      | LONG        | 2025.01 | 武蔵丘 | 地下鉄非対応                              |
| 48152編成 | 8両      | LONG        | 2025.02 | 武蔵丘 | 地下鉄非対応                              |
| 48153編成 | 8両      | LONG        | 2025.03 | 武蔵丘 | 地下鉄非対応                              |